# Giáo hoàng Gioan Phaolô II
Gioan Phaolô II (hay Gioan Phaolô Đệ Nhị; tiếng Latinh: Ioannes Paulus II; tên khai sinh: Karol Józef Wojtyła, phát âm tiếng Ba Lan: [ˈkarɔl ˈjuzɛv vɔjˈtɨwa] ⓘ ; 18 tháng 5 năm 1920 – 2 tháng 4 năm 2005) là vị giáo hoàng thứ 264 của Giáo hội Công giáo Rôma và là người lãnh đạo tối cao của Vatican kể từ ngày 16 tháng 10 năm 1978. Cho đến khi qua đời, giáo triều của ông đã kéo dài hơn 26 năm và trở thành triều đại Giáo hoàng dài thứ hai trong lịch sử giáo hội Công Giáo, sau triều đại dài 32 năm của Giáo hoàng Piô IX. Cho đến hiện tại, ông là vị Giáo hoàng duy nhất người Ba Lan và là vị Giáo hoàng đầu tiên không phải người Ý trong gần 500 năm, kể từ Giáo hoàng Ađrianô VI năm 1520.
Ông được tạp chí TIME bình chọn là một trong bốn người có ảnh hưởng lớn nhất thế kỷ 20. và cả những năm đầu thế kỷ 21.
Trong triều đại của mình, Giáo hoàng Gioan Phaolô II không ngừng mở rộng ảnh hưởng của Giáo hội Công giáo trong Thế giới thứ ba. Ông đã thực hiện rất nhiều chuyến công du hơn 129 quốc gia, ông có thể nói được hơn 10 ngôn ngữ, ngoài tiếng Ba Lan còn nói được tiếng Ý, tiếng Pháp, tiếng Anh, tiếng Tây Ban Nha, tiếng Nga và có thể nói được một chút tiếng tiếng Việt.
Trong khi tại vị, ông đã lên tiếng phản đối chiến tranh, chủ nghĩa phát xít, chủ nghĩa cộng sản, chế độ độc tài, chủ nghĩa duy vật, các phương pháp phá thai, cách thức chết êm dịu và ủng hộ hòa bình. Ông cũng được coi là một trong những nguồn lực dẫn đến sự sụp đổ của chủ nghĩa cộng sản ở Ba Lan và Đông Âu.
Ngài là vị giáo hoàng đầu tiên công khai xin lỗi về những lỗi lầm của Giáo hội trong quá khứ; tổng cộng hơn 100 lần về những hành động sai trái của Giáo hội Công giáo
trong đó có sự kiện xưng thú 7 tội của Giáo hội trước đám đông tại quảng trường Thánh Phêrô vào ngày 12 tháng 3 năm 2000. Ngài cũng là vị Giáo hoàng đầu tiên đứng ra hòa giải với Chính thống giáo Đông phương và Do Thái giáo,; Anh giáo.; là vị Giáo hoàng đầu tiên đứng ra tổ chức cuộc gặp gỡ với các lãnh đạo của các tôn giáo khác như Phật giáo, Khổng giáo, Chính thống giáo Đông phương, Do Thái giáo, Cao Đài và Hồi giáo; là vị Giáo hoàng đầu tiên đến thăm một ngôi đền Hồi giáo ở Syria; là vị Giáo hoàng đầu tiên tổ chức ra Ngày Giới trẻ Thế giới hằng năm; và cũng là vị Giáo hoàng đầu tiên đến thăm vùng Thánh Địa Jerusalem. Gioan Phaolô II cũng đã lên tiếng thừa nhận vai trò của thuyết Tiến hóa, thuyết Nhật tâm, nguồn gốc thế giới theo quan điểm khoa học ngày nay, phủ nhận sự hiện hữu của một thiên đường vật chất trên các tầng mây và một địa ngục vật chất nơi con người bị thiêu đốt như trong Thánh kinh miêu tả
Gioan Phaolô II đã được Giáo hoàng Biển Đức XVI phong là Đấng đáng kính ngày 19 tháng 12 năm 2009 và phong chân phước ngày 1 tháng 5 năm 2011. Ngài được Giáo hoàng Phanxicô tôn phong hiển thánh vào ngày 27 tháng 4 năm 2014, chỉ 9 năm sau khi Ngài tạ thế. Vì Ngài là người sáng lập ra Đại hội Giới trẻ Thế giới nên Ngài được chọn là một trong những vị quan thầy bảo trợ cho nhiều kỳ đại hội này kể từ năm 2008.

## Tiểu sử

### Thời thơ ấu

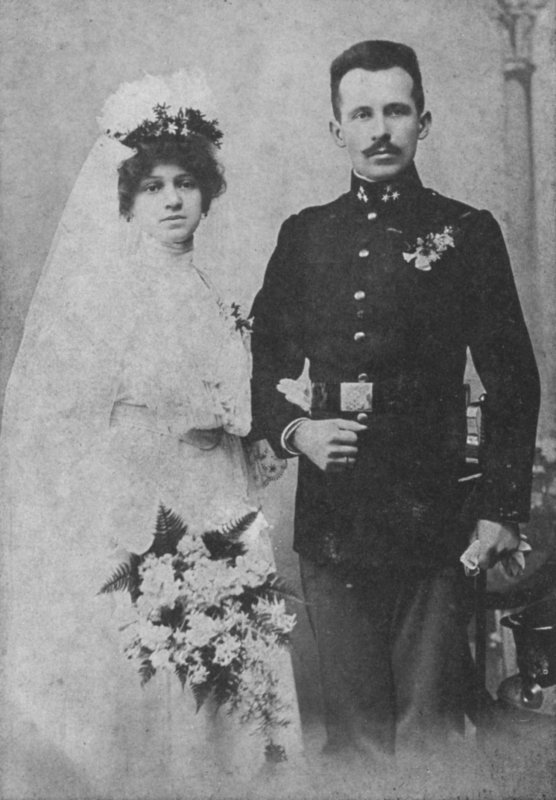
Ảnh cưới của vợ chồng nhà ông Karol Wojtyła

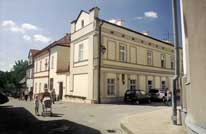
Ngôi nhà Wojtyła ở Wadowice

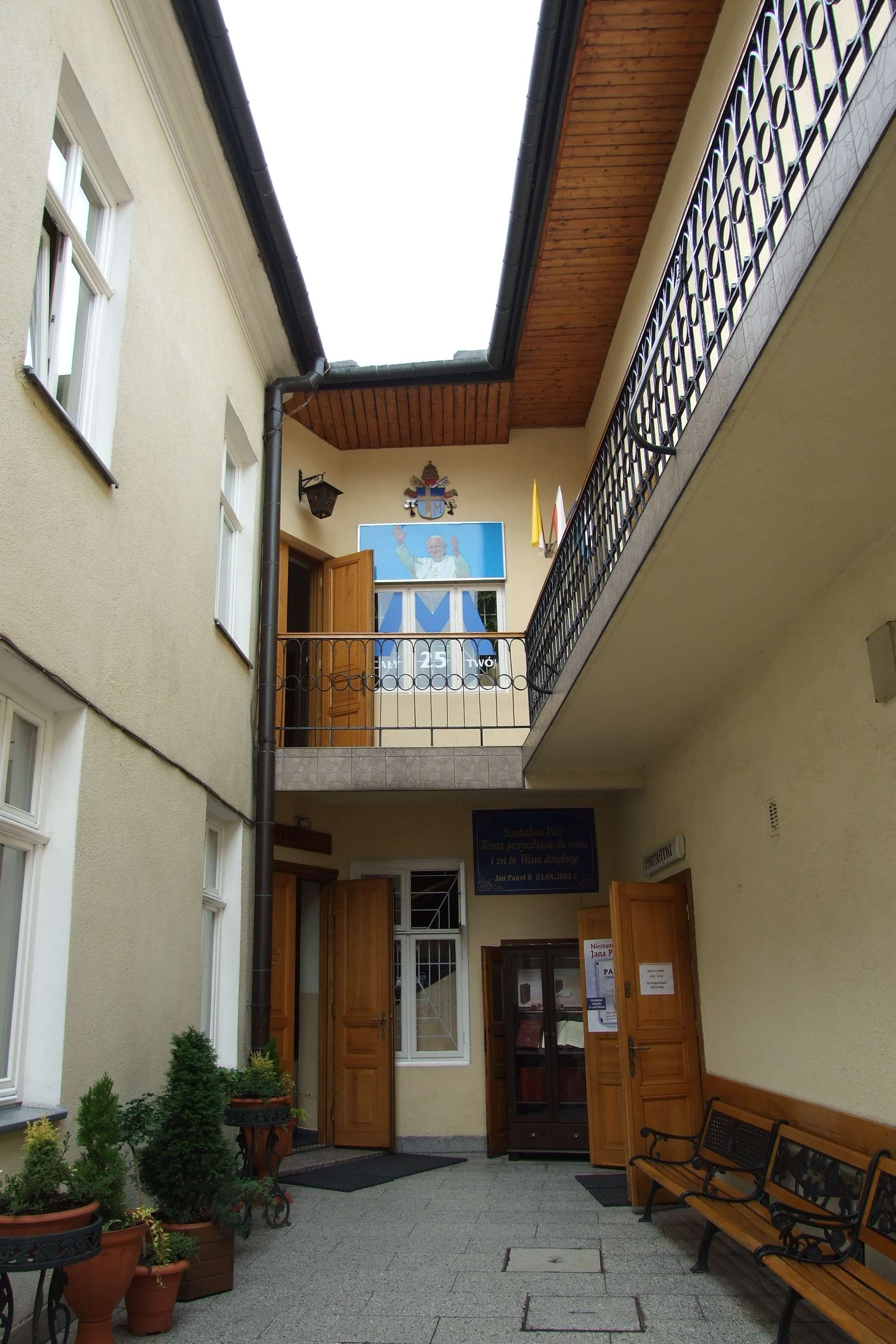
Hành lang bên trong của ngôi nhà

Karol Józef Wojtyła sinh vào ngày 18 tháng 5 năm 1920 tại Wadowice, miền nam Ba Lan, cách Kraków 50 km. Là con út trong một gia đình có ba người con, cô chị chết từ khi còn nhỏ. Cha ông là Karol Wojtyła một cựu sĩ quan trong quân đội Habsburg và mẹ là Emilia Wojtyła. Bà là con của một viên chức chính phủ và chính bà là người đã truyền lại lòng đạo đức sâu sắc cho ông.Theo lời kể của Giáo hoàng thì chính mẹ ông "là người đã tạo ra món quà tôn giáo kỳ diệu cho gia đình Wojtyła". Ngay từ đầu, bà đã muốn Karol trở thành một tu sĩ. Bà thường nói với những người hàng xóm: "Lolek (một cách gọi Karol) của tôi sẽ trở thành một người vĩ đại"
Trong trường tiểu học dành cho trẻ em trai ở Wadowice, ông tỏ ra là một học sinh xuất sắc. Trong phiếu báo điểm đầu tiên, cậu được các điểm "rất tốt" về tôn giáo, hành vẽ, vẽ, hát, trò chơi, thể dục và "tốt" trong tất cả các môn còn lại. Ông rất thích thể thao và từng là thủ môn cho đội tuyển nhà trường. Ông được rước lễ lần đầu lúc 9 tuổi, được lãnh bí tích thêm sức lúc 17 tuổi. Mẹ ông qua đời ngày 13 tháng 4 năm 1929, lúc ông mới 9 tuổi. Giấy chứng tử của bà ghi bà bị nhồi máu cơ tim và suy thận..
Ở tuổi 11, Karol vào học trường trung học dành cho nam sinh của Wadowice. Cũng trong năm đó, ông trở thành một chú bé phụ lễ và có mối quan hệ gần gũi với linh mục Kazimiers Figlewicz. Ngày 5 tháng 12 năm 1932 anh ông là Edmund qua đời khi đang chăm sóc những người bị bệnh dịch. Sau này, trong một giây phút giãi bày tâm sự hiếm hoi, Giáo hoàng Gioan Phaolô II đã kể lại với tác giả người Pháp André Frossard rằng: "cái chết của anh tôi có thể đã tác động tới tôi sâu sắc hơn so với cái chết của mẹ, do những hoàn cảnh riêng biệt, tất nhiên là đau thương và do tôi đã lớn hơn".
Trong thời gian này ông cũng đã đến với sân khấu. Nhiều trong số các vở kịch được diễn trên sân khấu của trường trung học là do Karol Wojtyła đạo diễn. Những vở kịch này thường đề cập tới những chủ đề yêu nước. Karol cũng thích khiêu vũ, ông có thể khiêu vũ thoải mái với các điệu pôlône, maduka, van, tănggô. Vào cuối những năm trung học, ông đã quen biết với Mieczysław Kotlarczyk - một nhà trí thức, người đã sáng lập Nhà hát Đại học nghiệp dư ở Wadowice. Ngày 6 tháng 5 năm 1938, Tổng giám mục địa phận Kraków Adam Sapieha đã đến Wadowice để chủ tọa buổi lễ xác nhận trước khi tốt nghiệp. Ấn tượng trước cậu học sinh Karol, Tổng giám mục Sapieha đã hỏi cậu sẽ vào trường dòng chứ? Nhưng Karol đã trả lời rằng: "Con sẽ nghiên cứu văn học Ba Lan và triết học".
Sau khi học xong trung học tại Wadowice, cha ông đưa ông đến Kraków vào tháng 8 năm 1938 khi ông 18 tuổi. Ở đó ông ghi danh vào Đại học Kraków giống như ông anh Edmund. Karol Wojtyła nhanh chóng thích ứng với một chương trình học rất nặng tại đại học bao gồm các môn: từ vựng và ngữ âm Ba Lan, văn học trung cổ Ba Lan, kịch Ba Lan thế kỷ 18 và thi ca đương đại. Ông đã trở thành một sinh viên triết lý và văn chương rất xuất sắc, đồng thời theo học thêm ngành kịch nghệ. Wojtyła nhanh chóng kết bạn với một loạt các thi sĩ và kịch gia. Ông thường lui tới ngôi nhà của gia đình Szkoci - một nhà âm nhạc cừ khôi.
Ông được huấn luyện quân sự ở huyện Hermanice năm 1935. Vào tháng 7 năm 1939, các sinh viên Ba Lan và Ukraine phải vào trung tâm huấn luyện quân sự ở làng Ożomla, gần thành phố Sądowa Wisznia. Vào ngày 1 tháng 9 năm 1939 khi Đức tấn công Ba Lan mở màn cho Chiến tranh thế giới lần thứ hai, hai cha con Wojtyła quyết định rời khỏi Kraków. Hai người cuốc bộ tới vùng núi Tarnobrzeg, cách Kraków về phía đông 120 dặm thì nhận được tin Nga chuẩn bị xâm nhập phía đông Ba Lan. Hai cha con quyết định quay trở lại Kraków .
Vào mùa Đông năm 1939, Jan Tyranowski đã mời ông tham gia Hiệp hội Mân Côi Sống - một tổ chức hoạt động tôn giáo rất bí mật. Wojtyła gặp Tyranowski mỗi tuần một lần. Dưới sự chỉ đạo của Tyranowski, ông lao vào những thực hành huyền bí . Wojtyła đã học cách điều chỉnh cuộc sống hàng ngày một cách chính xác cho công việc cũng như cho các hoạt động tôn giáo của mình. Chính cách làm việc này đã ảnh hưởng rất nhiều tới ông sau này. Trong thời gian này, ông cũng viết cùng một lúc ba vở kịch: David, Job và Jeremiah bảy tỏ những suy nghĩ, tính huyền bí của sự hi sinh và khát khao một sự giải phóng dân tộc mới .
Bất kỳ ai không có một việc làm thường xuyên được nhà chức trách Đức xác nhận đều có nguy cơ bị đưa sang Đức. Chính vì lý do đó, tháng 10 năm 1940 ông đã làm việc lao động chân tay trong một nhà máy hóa học ở Solvay ở ngoại ô Kraków. Đây là những kinh nghiệm cho những quan điểm và thái độ với phong trào công nhân và nhân dân lao động sau này. Ông chỉ phải lao động nặng trong vài tháng còn sau đó đã chuyển sang lao động nhẹ hơn, thậm chí có thể kiếm được một chân văn phòng. Thế nhưng ông đã từ chối để đảm bảo an toàn và không gây chú ý.
Ngày 18 tháng 2 năm 1941, cha ông Wojtyła đã qua đời sau một trận ốm nặng. Sau khi những nghi thức cuối cùng dành cho người qua đời đã được cử hành, ông đã thức suốt đêm để canh thi hài cho cha và suy nghĩ về tương lai và nghề nghiệp của mình. Ông đã nói với tác giả André Frossard: "ở tuổi 20, tôi đã mất tất cả những người mà tôi yêu quý, và thậm chí cả những người mà có thể tôi đã yêu quý". Đầu năm 1941, theo lời giới thiệu của vị giáo sư tiếng Pháp cũ của ông, các quản đốc ở Solvay trao cho ông công việc kế toán ở mỏ đá và theo dõi số chất nổ được dùng để phá đá.
Lúc nhỏ tuổi ông có tiếp xúc nhiều lần với nhóm người Do Thái tại Kraków. Trong thời Đức quốc xã chiếm Ba Lan trong Chiến tranh thế giới thứ hai, rất nhiều bạn bè Do thái của ông đã bị giết hay bị trục xuất. Tuy nhiên thái độ của Wojtyła với những hành động này là "cầu nguyện". Ông nói rằng: "Hãy nhớ rằng, chúng ta có bổn phận cầu chúa ban cho họ đủ sức mạnh chịu đựng tất cả những thứ này". Ông không bao giờ tham gia vào bất kỳ một sự kháng cự nào chống lại Đức Quốc Xã hay vào những hoạt động nhằm giải cứu người Do Thái.
Trong những lúc rảnh rỗi, ông đã dành thời gian say mê điện ảnh. Cùng với những người bạn trong đó có Mieczysław Kotlarczyk, ông đã sáng lập nên tổ chức "Kịch nghệ Rhapsodic", tiền thân của Đoàn kịch nghệ quốc gia Ba Lan. Nhưng họ phải hoạt động cách bí mật vì nếu bị lính Đức phát hiện, họ sẽ có thể bị giết hay trục xuất. Mặc dù vậy trong khoảng thời gian từ 1941 - 1945, nhà hát đã trình diễn được 22 buổi và Wojtyła đã tỏ ra cho người ta thấy rằng ông một diễn viên xuất sắc.

### Tu sĩ
Năm 1941, sau khi cha ông qua đời, Karol đã dấn sâu hơn vào việc tái hiện sự huyền bí và triết học. Tại nhà Kydrynskis–một người bạn, nơi ông đã dọn đến và ở trong sáu tháng, người ta thường thấy ông nằm xoài ra sàn nhà cầu nguyện, tay dang ngang như hình thánh giá..
Vào mùa thu năm 1942, sau một cuộc thảo luận dài với cha giải tội Figlewicz, Wojtyła đến nhà riêng của Tổng giám mục Sapieha và trình bày ước nguyện trở thành tu sĩ với vị Giám mục. Trước đó, ông đã tới tu viện khổ hạnh dòng Carmeline ở Czerna với hy vọng được vào đây nhưng tu viện này đã bị quốc xã đóng cửa. Mặc dù những người bạn đã cố gắng thuyết phục ông đừng rời bỏ sự nghiệp sân khấu, nhưng ông vẫn quyết định theo con đường mình đã chọn.
Ông bắt đầu lén lút học những môn của Chủng viện Kraków, do Hồng y Adam Stefan Sapieha, lúc đó là Tổng giám mục Kraków, điều khiển. Mỗi người được trao cho một vị giáo sư. Các lớp học được tổ chức ở nhà tu, nhà thờ và ở nhà riêng. Những chủng sinh này được yêu cầu không để những người quen biết về việc học tập của họ và bản thân những người này vẫn duy trì một nếp sống bên ngoài như bình thường. Trong thời gian này, ông đã đọc cuốn: Luận về sự hiến dâng hoàn toàn cho Đức mẹ đồng trinh của Thánh Luy Maria Grignion de Montfort, Lý thuyết tự nhiên của Kazimierz Wars. Ngày 6 tháng 8 năm 1944, "Ngày Chủ Nhật đen" hơn 8000 người đàn ông và các cậu bé đã bị quân đội phát xít bắt giam, rất may mắn Wojtyła đã không nằm trong số đó. Sau sự kiện này, ông vào ẩn trú trong Tòa Tổng giám mục và không tiếp tục làm việc tại Solvay nữa. Ngày 13 tháng 11, ông chịu lễ xuống tóc - một nghi lễ từ thời trung cổ để biểu tượng hóa sự khuất phục trước Chúa.
Sau Chiến tranh thế giới thứ hai, Karol Wojtyła trở về phân khoa Thần học của Đại học Jagiellonia vừa được mở cửa lại. Tại đây, ông đã được bầu làm phó chủ tịch hội sinh viên. Trong thời gian này, ông đã tập trung vào việc hoàn tất các chương trình nghiên cứu của năm 3 và năm 4. Từ tháng 4 năm 1945 cho tới tháng 8 năm 1946, ông cũng làm việc ở cương vị phụ giáo.
Karol Wojtyła cũng đệ đơn xin gia nhập tu viện Czera của dòng Cát Minh sau khi tu viện được mở của trở lại. Tuy nhiên, Tổng giám mục Sapieha đã kiên quyết từ chối việc cho phép Wojtyła gia nhập dòng tu. Sau này, ông còn cố thử gia nhập dòng này một lần nữa vào năm 1948 nhưng vẫn bị Tổng giám mục từ chối.

### Linh mục

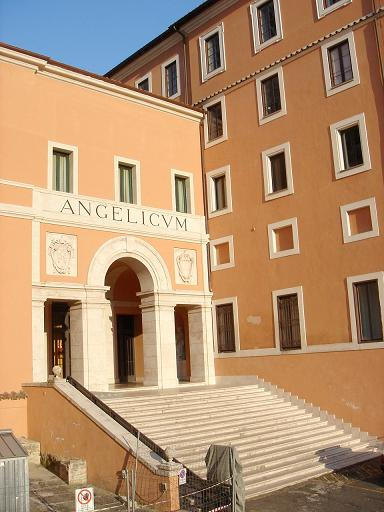
Đại học của các linh mục Dòng Đa Minh (Angelicum) ở Roma.

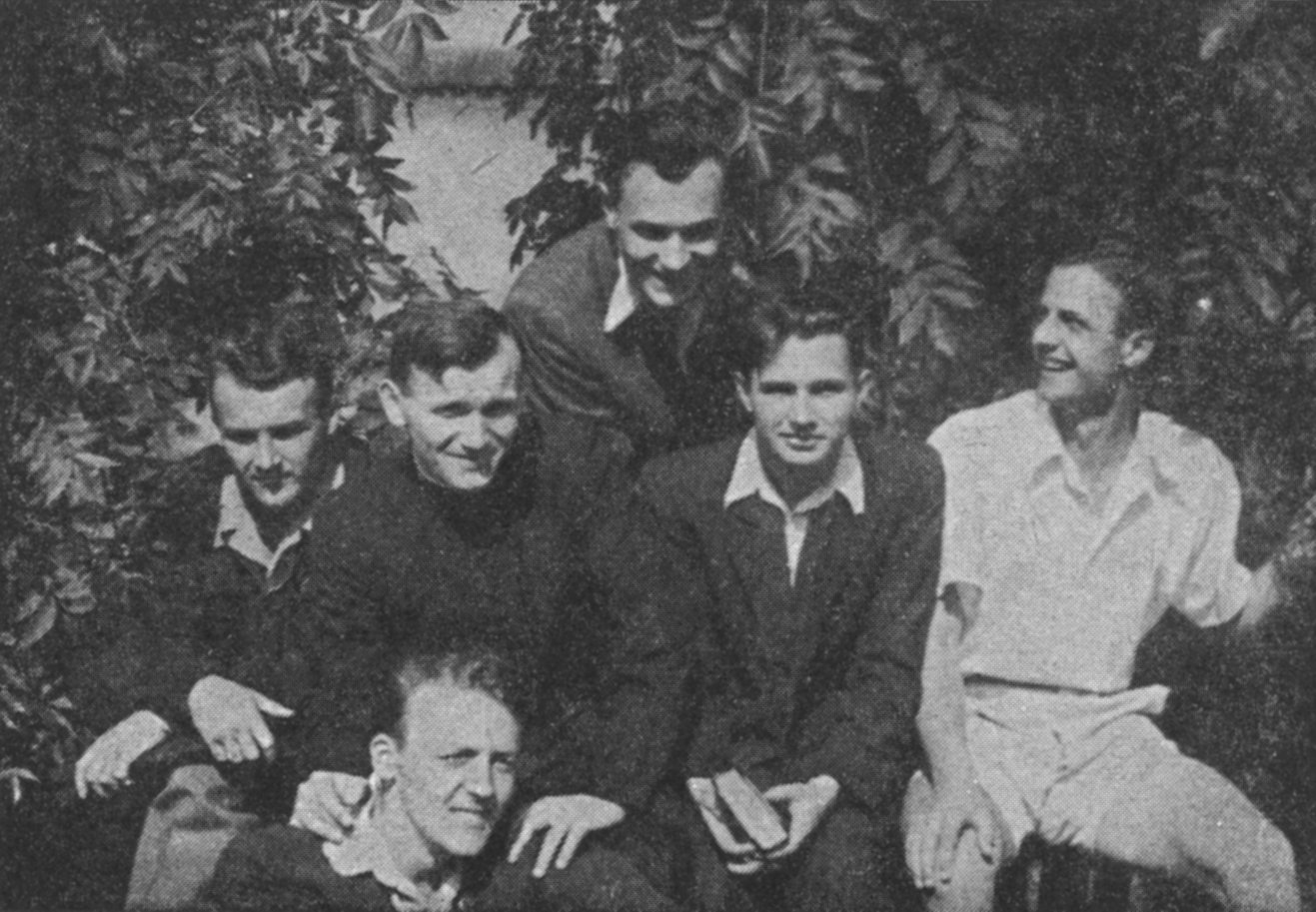
Linh mục Karol Wojtyła với các sinh viên Florian

Karol Wojtyła được thụ phong linh mục vào dịp Lễ Các Thánh ngày 1 tháng 11 năm 1946 sớm hơn sáu tháng so với các chủng sinh đồng khóa. Ngày hôm sau, tại nhà lớn Wawel, Karol đã cử hành thánh lễ đầu tiên. Sau đó không lâu, hồng y Sapieha gửi linh mục Karol Wojtyła đi du học Roma, tại Đại học của các linh mục Dòng Đa Minh Angelicum. Dưới sự hướng dẫn của linh mục dòng Đa Minh nổi tiếng là Garrigou - Lagrange, Karol hoàn thành luận án tiến sĩ thần học về đề tài Đức tin trong các tác phẩm của Thánh Gioan Thánh giá vào năm 1948. Trong các kỳ nghỉ hè trong thời gian du học tại Roma, Karol thi hành mục vụ nơi các người Ba Lan di dân sống bên Pháp, Hà Lan và Bỉ.

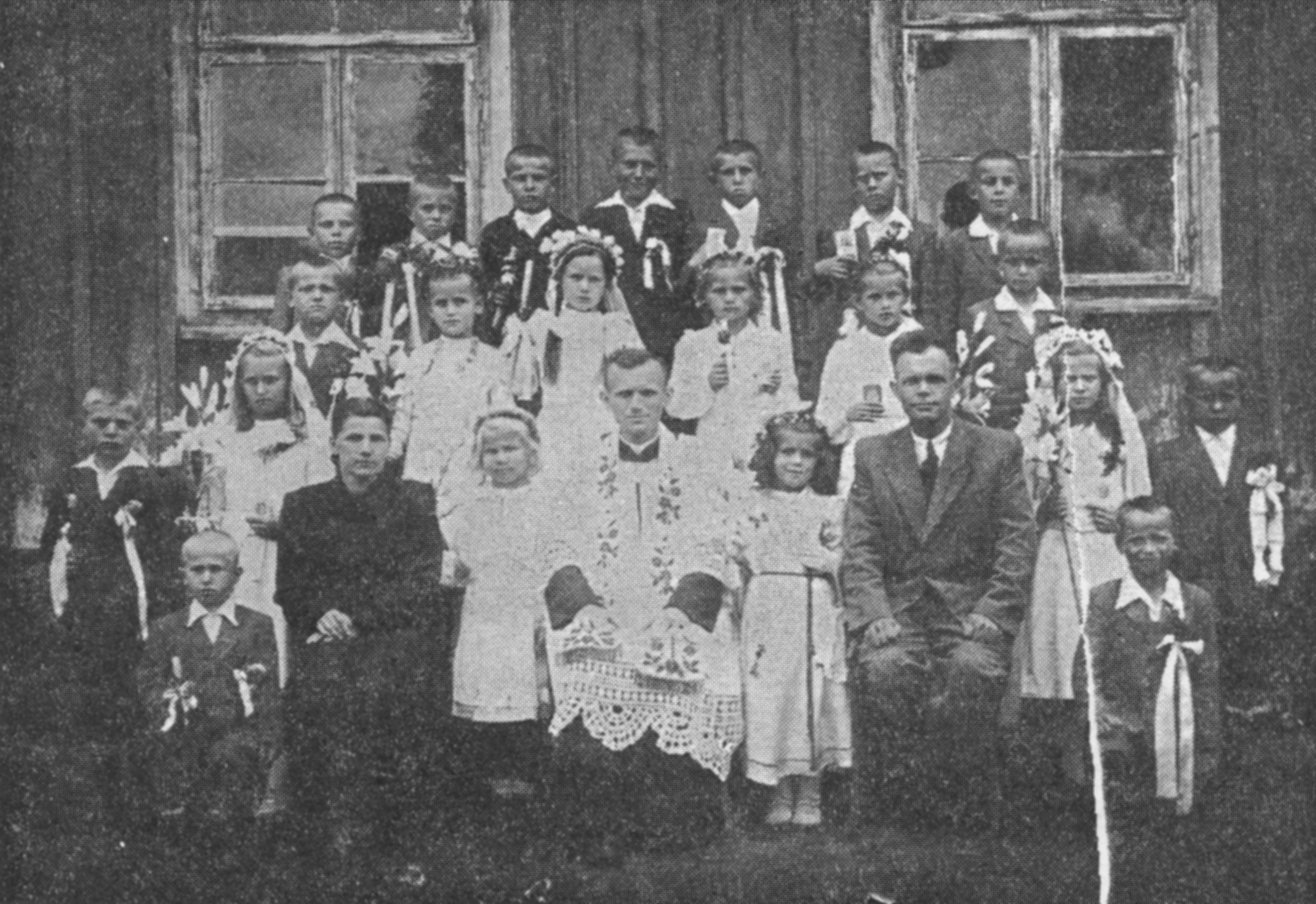
Linh mục Karol Wojtyła tại Niegowić, Ba Lan, 1948

Sau khi hoàn tất học trình tiến sĩ trong thời gian du học ở Roma, tháng 7 năm 1948, Karol Wojtyła được hồng y Sapieha bổ nhiệm làm inh mục phụ tá Giáo xứ Niegowić, một giáo xứ hẻo lánh thuộc vùng quê Galicja, cách Kraków 30 dặm. Mỗi buổi sáng, Wojtyła thức giấc lúc 5 giờ, dâng Thánh Lễ, ăn điểm tâm sáng rồi dùng xe ngựa di chuyển một vòng qua các khu trong giáo xứ, dạy giáo lý cho các thiếu nhi và cử hành Thánh Lễ tại một khu xóm. Sau đó, ông trở về nhà xứ ăn trưa, tiếp khách hoặc đi thăm viếng giáo dân. Những buổi chiều hoặc những cuối tuần rảnh rỗi ông còn tự mình phụ giúp giáo dân địa phương những công việc lao động trong nhà.
Cũng trong thời gian làm phó xứ Niegowić , linh mục Wojtyła đã cống hiến nhiều thì giờ cho giới trẻ tại đây. Ông hướng dẫn họ trình diễn trên sân khấu, giúp họ học thêm để bồi bổ kiến thức, tổ chức những buổi cắm trại trong rừng hoặc những chuyến du ngoạn trong các khu lân cận thuộc Tổng giáo phận Kraków, thành lập các đội bóng chuyền và bóng đá cho thanh thiếu niên trong vùng.
Tháng 3 năm 1949, Hồng y Sapieha thuyên chuyển ông về làm việc tại một trường của Đại học Kraków thuộc giáo xứ Thánh Florian. Ông tiếp tục trau dồi triết và thần học tại Đại học Công giáo Lublin. Tại đây, ông có cơ hội tìm hiểu thêm về giới trẻ, đồng thời khai triển những phương pháp mục vụ trong khi tiếp xúc với đời sống văn hóa cùng các thức giả tại Tổng giáo phận Kraków. Cũng tại nơi đây, Linh mục Wojtyła còn có dịp tiếp tục triển khai những kiến thức về văn chương và triết học của mình.
Ông thường đưa những sinh viên đi cắm trại và du ngoại ngoài trời để hòa mình vào thiên nhiên. Chính nhờ những sinh hoạt với giới sinh viên trong thời gian ở giáo xứ Thánh Florian mà sau này khi được cử làm Giám mục phụ tá Tổng giáo phận Kraków, cha Wojtyła đã hoàn tất những tác phẩm nói lên mối liên hệ phái tính theo tinh thần Kitô giáo mà tiêu biểu là hai vở kịch Przed sklepem jubilera (n.đ. 'Trước tiệm nữ trang') và Miłość i odpowiedzialność (n.đ. 'Tình yêu và Trách nhiệm').
Năm 1953, ông trình bày một luận án với đề tài "Thẩm định khả thể xây dựng nền luân lý Công giáo trên hệ thống luân lý của Max Scheler" tại Đại học Công giáo Lublin. Sau đó, ông trở thành giáo sư thần học luân lý và luân lý xã hội tại Đại chủng viện Kraków và tại phân khoa thần học của Đại học Công giáo Lublin.
Tháng 10 năm 1954, phân khoa Thần học tại Đại học Jagiellonian, nơi ông đang giảng dạy môn luân lý Kitô giáo, bị đóng cửa. Lúc ấy Linh mục Karol Wojtyła thường cùng một nhóm giáo sư bí mật gặp gỡ để trao đổi quan điểm về mối liên hệ giữa nhà nước và Giáo hội.

### Giám mục

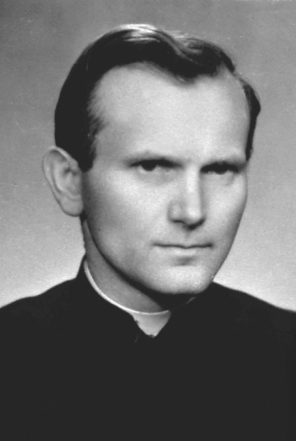
Karol Wojtyła, 1958

Vào ngày 4 tháng 7 năm 1958 ông được Giáo hoàng Piô XII bổ nhiệm làm Giám mục phụ tá Tổng giáo phận Kraków. Nửa giờ sau cuộc gặp với Hồng y Wyszyński và nhận sự đề cử làm Giám mục phụ tá, vị linh mục trẻ tìm tới tu viện của các nữ tu áo xám Ursuline bên bờ sông Wisła. Ông đã cầu nguyện liên tục suốt trong 8 tiếng đồng hồ trước khi rời tu viện Ursuline.
Ngày 28 tháng 9 năm 1958, ông được phong chức Giám mục phụ tá tại Nhà thờ Chính tòa Wawel, Tổng giáo phận Kraków, 11 ngày trước khi Giáo hoàng Piô XII qua đời. Một tháng sau, Giáo hoàng Gioan XXIII lên kế vị, mở ra một kỷ nguyên mới cho Giáo hội Công giáo qua quyết định triệu tập Công đồng Vaticanô II. Vị tân Giám mục 38 tuổi nhận được giấy mời tham dự công đồng.
Tại đây, ông đã có sự đóng góp tích cực và hữu hiệu vào chương trình của công đồng với bảy diễn từ đọc trước các nghị phụ tham dự Công đồng và với 13 tuyên ngôn, Giám mục Wojtyła đã gây được một ấn tượng sâu sắc đối với hầu hết các thành phần tham dự Công đồng. Đặc biệt là của Giáo hoàng Gioan XXIII, và nhất là Giáo hoàng Phaolô VI sau đó.
Vào ngày 30 tháng 12 năm 1963, Giáo hoàng Phaolô VI đề bạt Giám mục phụ tá Wojtyła làm Tổng giám mục Kraków. Trong cương vị tổng giám mục, ông tham dự Công đồng Vaticanô II, góp công soạn thảo các tài liệu Tuyên ngôn về tự do tôn giáo (Dignitatis Humanae) và Hiến chế Mục Vụ Giáo hội trong thế giới ngày nay (Gaudium et Spes, Vui mừng và Hy vọng), hai văn bản có tính cách lịch sử và quan trọng nhất của Công đồng này.
Tháng 5 năm 1964, Tổng giám mục Wojtyła đã đệ trình đoàn chủ tịch Công đồng một văn bản được soạn thảo nhân danh các Giám mục Ba Lan, trong đó tuyên bố rằng: mối quan hệ của Giáo hội với thế giới hiện đại phải được dựa trên khái niệm coi Giáo hội là một xã hội hoàn thiện do Chúa sáng lập và ở bên trên lịch sử. Ngày 30 tháng 11 năm 1964, ông đã có cuộc nói chuyện riêng đầu tiên với Giáo hoàng Phaolô VI, người đã theo dõi chặt chẽ các phát biểu của vị Tổng giám mục mới này.
Trong thời gian này, nhà cầm quyền Ba Lan đã cho rằng Tổng giám mục Wojtyła là một người dễ có những thỏa hiệp với nhà nước hơn so với Hồng y Wyszyński. Chính quyền đã gợi ý để Wyszyński lựa chọn Wojtyła vào ghế tổng Giám mục chứ không phải là một người khác. Niềm tin về Wojtyła của họ có thể thấy trong một báo cáo mật năm 1967 của cảnh sát Ba Lan: "Có thể yên tâm nói rằng ông ta (Wojtyła) là một trong số ít những trí thức trong đoàn Giám mục Ba Lan. Không giống như Wyszyński, ông ta đã khéo léo dung hòa lòng mộ đạo truyền thống của dân chúng với Công giáo trí thức, mà cả hai đều được ông ta đánh giá cao ... Cho đến nay, ông ta chưa tham gia vào các hoạt động chính trị chống nhà nước một cách công khai. Có vẻ như là các vấn đề chính trị không phù hợp với ông ta; ông ta bị trí thức hóa quá mức". 

### Hồng y
Trong năm 1967, Giáo hoàng Phaolô VI tấn phong ông làm hồng y. Cũng đồng thời ông được bổ nhiệm vào bốn thánh bộ của Vatican: bộ giáo sĩ, thánh bộ Giáo dục công giáo, thánh bộ nghi lễ, bộ các giáo hội Đông Phương và làm cố vấn cho hội đồng về thế tục.
Vào mùa Giáng sinh năm 1970, khi tình hình Ba Lan căng thẳng, giá thực phẩm leo thang, trong bài thuyết giảng nhân lễ Giáng sinh tại Kraków năm ấy, ông nói: "Khi người dân bị thương tích và khổ đau, Giáo hội phải lên tiếng bênh đỡ không vì bất cứ khuynh hướng chính trị nào mà chỉ vì tình yêu và tình liên đới của người con Thiên Chúa".
Thời gian này ông cũng làm việc với nhóm tín hữu trí thức dấn thân có tên là Odrodzenie (Tái Sinh), tổ chức Công giáo đấu tranh duy nhất đặt dưới sự bảo trợ của Hồng y Wyszyński. Ông cũng có những cuộc gặp gỡ giới trí thức để cùng nhau trao đổi quan điểm. Tại tư dinh, ông không chỉ gặp gỡ các chủ biên của tờ Tygodnik Powszechny mà còn tiếp xúc với các sử gia, các nhà toán học, các khoa học gia, triết gia, các văn gia, nhạc sĩ, kể cả các nghệ sĩ trình diễn. Ông bàn hỏi họ về những vấn đề của Ba Lan, của nhân loại và cả những vấn đề thuộc thế giới bên kia—thế giới siêu hình".
Vào năm 1972, Hồng y Wojtyła cũng bắt đầu làm quen với Anna-Teresa Tymieniecka, một phụ nữ người Ba Lan đang làm việc tại Đại học Havard. Bà đã giúp ông trở nên nổi bật, giới thiệu ông với cộng đồng triết học châu Âu và với các học giả Mỹ. Bà đã giúp ông vạch kế hoạch cho chuyến thăm kéo dài đầu tiên của mình tới Mỹ, và thu xếp để ông có bài giảng đầu tiên tại Đại học Harvard . Sau khi lên làm giáo hoàng, ông đã có một trục trặc với bà Tymieniecka về vấn đề bản quyền với cuốn Osoba i Czyn. Bà đã đánh giá sự im lặng của Giáo hoàng trước công luận trong cuộc tranh chấp này là một "sự phản bội" cá nhân, mặc dù bà và Giáo hoàng sau đó đã hòa giải.
Trong khoảng thời gian từ 1973 đến 1975, Tổng Giám mục Wojtyła đã vào phòng đọc của Giáo hoàng để nói chuyện riêng 11 lần. Vào năm 1976, Giáo hoàng Phaolô Vl đã mời Wojtyła cử hành Thánh lễ mùa Chay tại Vatican cho các thành viên của Tòa thánh và gia đình Giáo hoàng. Cũng trong năm này, tờ The New York Times đã đưa tên ông vào danh sách 10 người được nhắc tới nhiều nhất như là các ứng cử viên để kế tục Giáo hoàng Phaolô VI.
Vào tháng 8 năm 1978, sau khi Giáo hoàng Phaolô Vl mất, ông đã tham gia Hồng y đoàn và bỏ phiếu cho Hồng y Albino Luciani, Thượng phụ Venezia làm Giáo hoàng Gioan Phaolô I. Khi được chọn làm giáo hoàng, Hồng y Luciani mới được 65 tuổi, trẻ hơn so với nhiều giáo hoàng khác. Vào ngày 28 tháng 9 năm 1978, chỉ 33 sau khi kế nhiệm Giáo hoàng Phaolô Vl, Giáo hoàng Gioan Phaolô I qua đời. Tháng 10 Hồng y Wojtyła lại trở về Tòa Thánh để bầu tân giáo hoàng.

### Trở thành Giáo hoàng

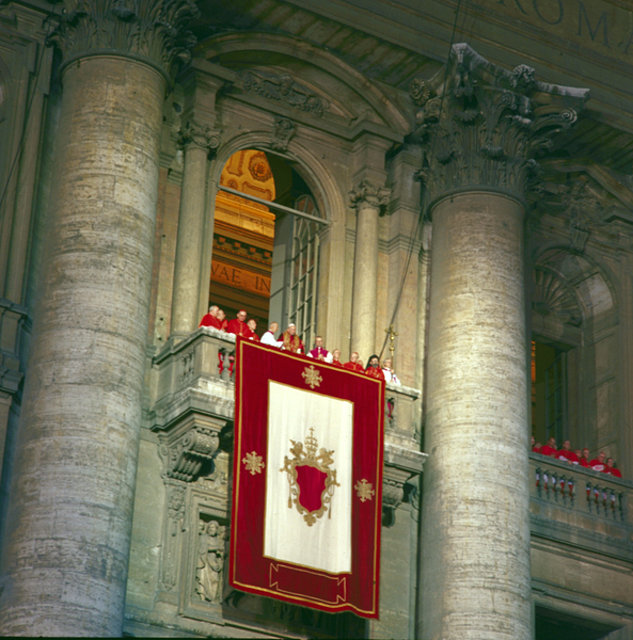
Công bố tân giáo hoàng Gioan Phaolô II tại ban công Tòa thánh

Huy hiệu của giáo hoàng Gioan Phaolô II có chữ M, tức chữ "Maria", cho thấy được tầm quan trọng của Mẹ Maria trong đời sống thiêng liêng của ông.

Lúc 16 giờ 30 phút, thứ Bảy ngày 14 tháng 10 năm 1978, sau khi cử hành Lễ kính Chúa Thánh Thần tại Đền thờ Thánh Phêrô vào ban sáng, 111 vị Hồng y từ khắp thế giới bước vào Mật Viện để bầu Giáo hoàng mới. Hôm sau các Hồng y bắt đầu bỏ phiếu: ban sáng hai lần, ban chiều hai lần. Bốn lần bỏ phiếu ngày 15 tháng 10 năm 1978, không có kết quả nào cụ thể. Các Hồng y người Ý chiếm đa số, nhưng các ông không đồng ý với nhau về một "ứng cử viên duy nhất", lúc đó là Hồng y Giuseppe Siri, Tổng Giám mục Genova, người đã được báo chí nói đến từ lâu và được coi như "ứng cử viên" chắc chắn hơn cả. Vị khác là Hồng y Giovanni Benelli, Tổng Giám mục Firenze, đã nhiều năm phục vụ tại Phủ Quốc vụ khanh, có nhiều kinh nghiệm trong ngành ngoại giao và công việc của Giáo triều Roma.
Sáng thứ Hai ngày 16 tháng 10 năm 1978, với hai lần bỏ phiếu, các Hồng y vẫn chưa chọn được vị Giáo hoàng mới. Tên của Tổng giám mục Kraków đã nhận được nhiều phiếu hơn cả vào lúc 17 giờ 30 phút, trong cuộc bỏ phiếu lần thứ sáu, vào chiều ngày 16 tháng 10 năm 1978. Sau khi kiểm xong các lá phiếu, vị Hồng y nhiếp chính (trong thời kỳ trống ngôi) lại gần vị được chọn, chào kính, rồi đặt câu hỏi theo lễ nghi: "Ngài có chấp nhận việc lựa chọn Ngài hay không?". Trong cầu nguyện và yên lặng suy tư, Hồng y Wojtyła chưa trả lời ngay. Mọi người chờ đợi và thấy ông cảm động, nước mắt chảy trên gò má. Sau cùng, với giọng rõ ràng và nghiêm nghị, ông trả lời: "Vì Chúa Kitô của tôi, vì Đức Trinh Nữ, Mẹ của tôi, vì Tông Hiến của Đức Phaolô VI mời gọi, tôi xin chấp nhận."
Lúc 6 giờ 18 phút, Hồng y Eugène Tisserant tuyên bố: "Dưới sự hướng dẫn của Chúa Thánh Thần, Hồng y đoàn đã tín nhiệm Hồng y Karol Wojtyła, Tổng Giám mục Kraków, Ba Lan, vào ngôi vị giáo hoàng của thế giới Công giáo". Ông đã được bầu để kế vị Gioan Phaolô I, trở thành Giáo hoàng từ ngoài nước Ý đầu tiên trong gần 500 năm và là vị giáo hoàng gốc người Slav đầu tiên trong lịch sử Công giáo.
Vị tân giáo hoàng giơ tay chào dân chúng. Trước khi ban phép lành Urbi et Orbi, ông mở đầu bằng lời chào tiếng Ý: "Sia lodato Gesù Cristo" (n.đ. 'Ngợi khen Chúa Giêsu Kitô': lời chào mà các tín hữu Công giáo người Italia rất ưa chuộng). Ông nói tiếp:
| “                             | Chúng ta còn đang đau buồn về cái chết của Đức Thánh Cha Gioan Phaolô I (dân chúng vỗ tay). Và lúc này đây các Vị Hồng y đáng kính đã chọn một Vị Giám mục mới của Roma. Các ngài đã chọn một vị đến từ một xứ sở xa xôi, xa xôi, nhưng luôn luôn gần gũi bởi sự hiệp thông đức tin và trong truyền thống Kitô. Tôi run sợ trong khi lãnh nhận việc lựa chọn này, nhưng tôi đã chấp nhận trong tinh thần phục tùng Chúa chúng ta Đức Giêsu Kitô và trong tinh thần phú thác hoàn toàn cho Mẹ Người, Đức Trinh Nữ Maria. Tôi không biết tôi có thể biểu lộ rõ ràng bằng tiếng nói của anh chị em không... bằng tiếng Ý của chúng ta không" (lại một tràng pháo tay dài nữa của dân chúng). Mối thiện cảm giữa Vị Giáo hoàng mới và dân chúng gia tăng thêm mãi. "Nếu tôi nói sai, anh chị em sửa lại cho tôi. Và giờ đây hiện diện trước mọi người để tuyên xưng đức tin chung của chúng ta, đức cậy và lòng tín nhiệm của chúng ta nơi Mẹ Chúa Kitô và Mẹ Giáo hội và cũng để bắt đầu lại trên con đường của lịch sử và của Giáo hội với sự giúp đỡ của Thiên Chúa và của Giáo hội. | ” |
| — Giáo hoàng Gioan Phao-lô II | |   |

Như những vị giáo hoàng tiền nhiệm, Gioan Phaolô II đã đơn giản hóa chức vụ này và làm nó bớt huy hoàng. Ông không tự xưng là "chúng tôi" như các giáo hoàng trước; thay vào đó ông dùng "tôi". Ông chọn làm một lễ tấn phong đơn giản chứ không rườm rà, và ông chưa đội mũ giáo hoàng trong khi đảm nhiệm. Ông làm thế để nhấn mạnh tên chức vụ hầu hạ của mình là tôi tớ của những người tôi tớ của Chúa (tiếng Latinh: Servus Servorum Dei).
Sáng ngày 17 tháng 10, ông đã trình bày chiến lược của ông: trung thành với công đồng và các hội đoàn. Gioan Phaolô II đã kiên quyết khẳng định việc phải tuân thủ lời răn dạy của giáo hoàng, tôn trọng các luật lệ về nghi lễ cũng như về kỷ luật. Sau cùng, ông nhấn mạnh đến nhu cầu tiến hành cuộc đối thoại trên phạm vi toàn thế giời và cam kết của Giáo hội với hòa bình và công lý trên thế giới.

## Nhiệm kỳ giáo hoàng

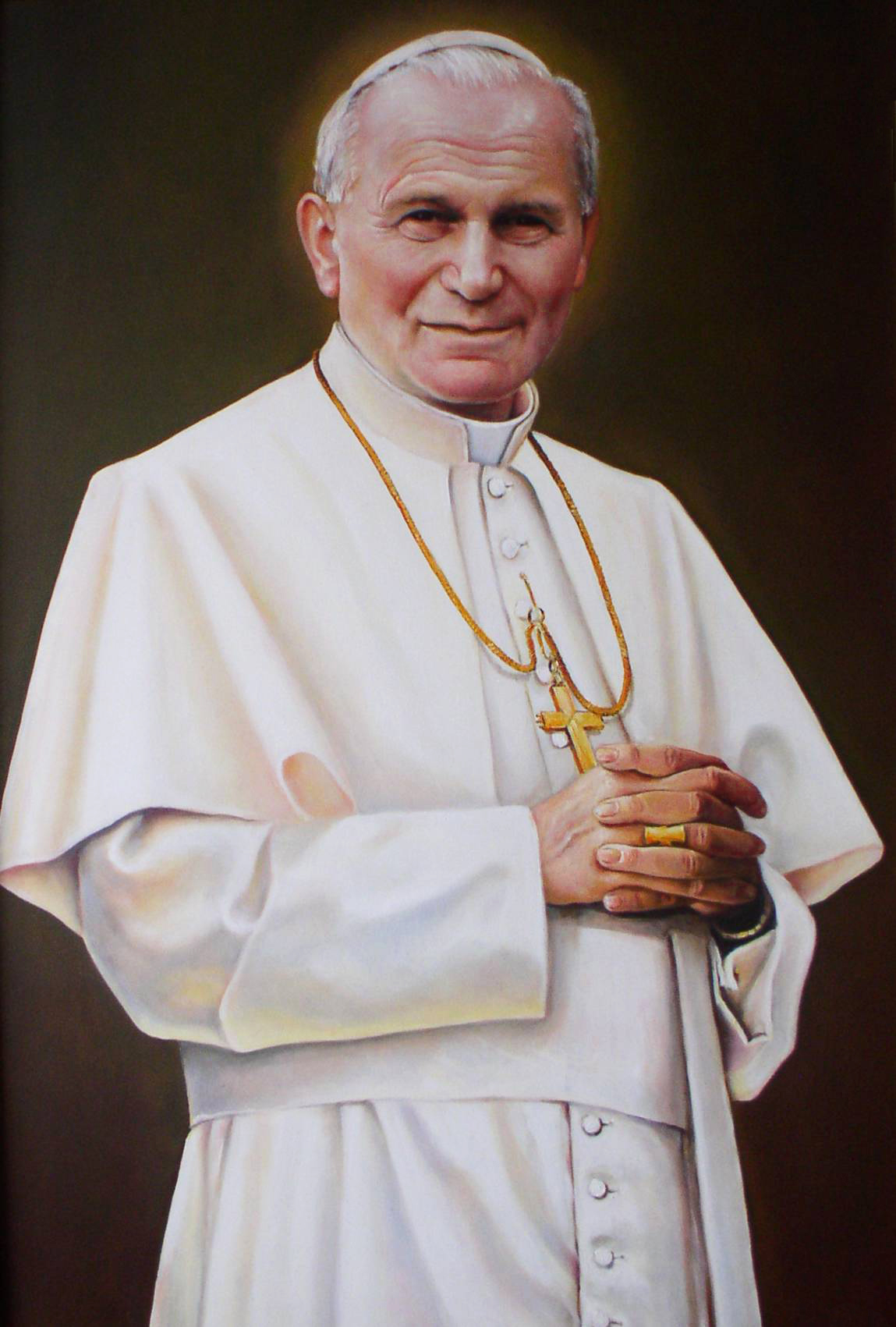
Tranh vẽ Giáo hoàng

| “                 | Ông là người mà có thể được gọi là nhà cách mạng bảo thủ. Trong một số lĩnh vực, tỉ như sự sẵn sàng trong việc đối thoại với các tôn giáo khác, ông có một tư tưởng tiến bộ. Trong các lĩnh vực khác, ông ta lại tỏ ra là một giáo hoàng thủ cựu và cực kì bảo thủ. Ông duy trì mọi luồng ý kiến trái ngược nhau trong Giáo hội và kết quả là người kế vị của ông sẽ gặp phải sự khủng hoảng trong việc điều hành. | ” |
| — Giovanni Ferro, | |   |

### Cai quản Giáo hội Công giáo

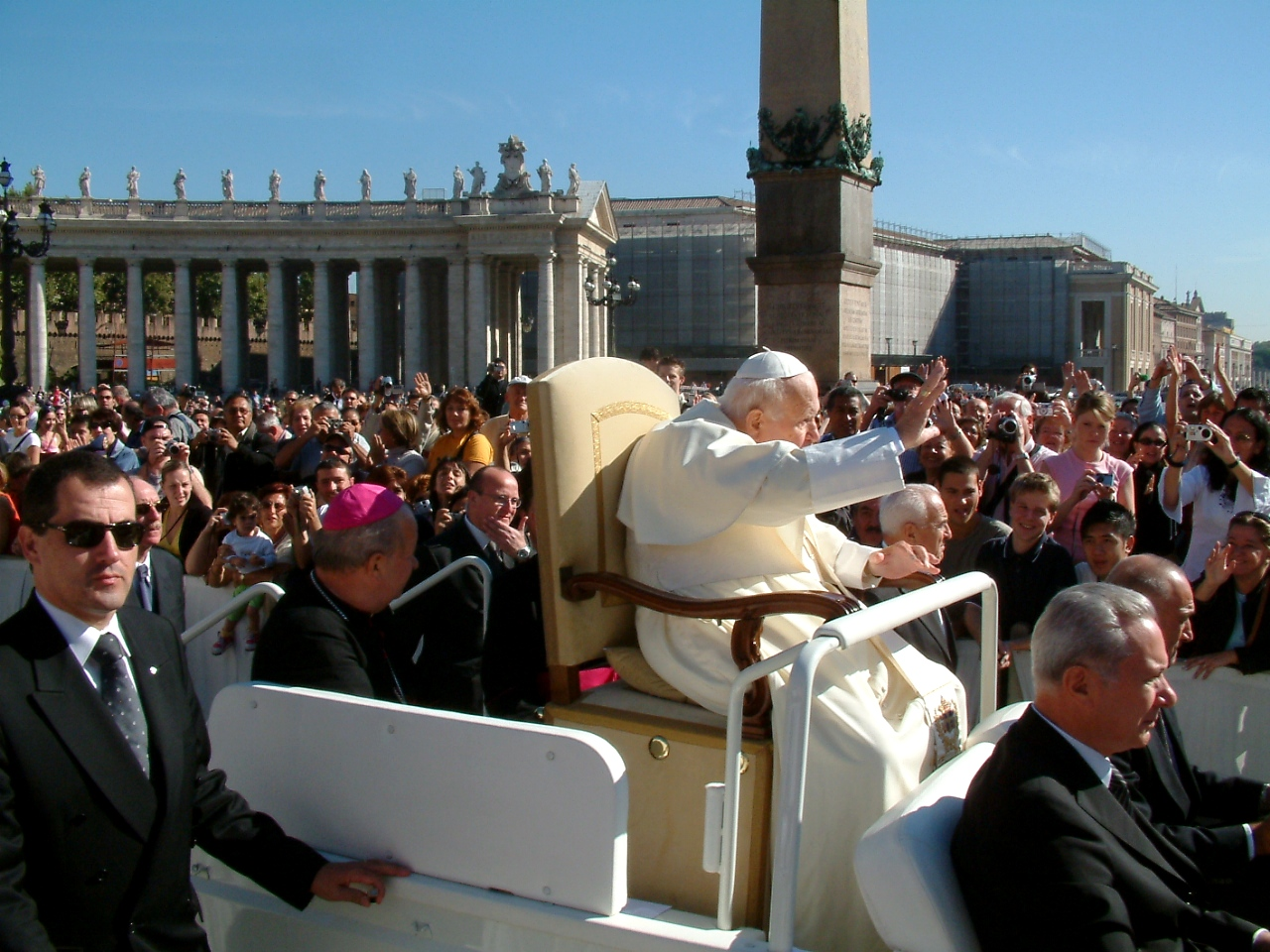
Giáo hoàng Gioan Phao-lô II trong Quảng trường Thánh Phê-rô

Giáo hoàng Gioan Phaolô II đã chủ sự 51 nghi lễ tuyên thánh cho 482 người và 147 nghi lễ phong chân phước cho tất cả 1338 người. Nhiều người hơn tất cả những giáo hoàng trước. Việc ông có tuyên thánh cho nhiều người hơn số người được những giáo hoàng trước tuyên thánh cộng lại khó xác minh được vì hồ sơ việc tuyên thánh lúc ban đầu còn thiếu sót. Trong số những người được tuyên thánh có Anuarite Negapeta, một nữ tu người Phi bị một tên lính Simba ở Daia sát hại trong lúc bảo vệ sự trinh tiết của mình; Peter Toror, một nhà truyền giáo ở Papua Niughinê đã bị sát hại trong một trại tù binh chiến tranh của Nhật Bản trong thế chiến thứ hai; Người được tấn phong gây nhiều tranh cãi nhất là Josemaria Escriva de Balague, người sáng lập tổ chức Thiên chúa giáo thần bí Opus Dei. Giáo hoàng Gioan Phaolô cũng được cho là người đã có những mối quan hệ với tổ chức này.. Đặc biệt trong số những người được tuyên thánh có 117 vị thánh tử đạo Việt Nam được ông tuyên phong tại thành Rôma ngày 19 tháng 6 năm 1988.
Năm 1984, ông đã thành lập Học viện Sahel để đặc trách việc trợ giúp phát triển cho các quốc gia vùng sa mạc Sahara. Tháng 2 năm 1992, Gioan Phaolô đã thành lập Quỹ phát triển Populorum Progressio để trợ giúp cho các nhóm thổ dân Mỹ Latinh. Ông cũng đã thành lập Hàn lâm viện Giáo hoàng về sự sống và các khoa học xã hội, lập Ngày Quốc tế Bệnh nhân, Ngày Quốc tế Đời tận hiến và Ngày Giới trẻ Thế giới.
Trong suốt thời gian làm giáo hoàng, ông đã gặp 17,6 triệu khách hành hương trong 1160 lần tại Quảng trường Thánh Phêrô vào mỗi ngày Thứ tư. Khoảng 8 triệu khách hành hương trong Năm Thánh 2000. Ông đã 737 lần tiếp các nhà lãnh đạo quốc gia và 245 lần các thủ tướng quốc gia.
Ông đã được cả hai chính phủ Chilê và Áchentina nhờ can thiệp về vấn đề kênh Beagle "với mục đích hướng dẫn và giúp họ trong việc giải quyết hòa bình cuộc tranh chấp". Đây là một vấn đề quan trọng đối với Vatican và lần thứ hai sau một thế kỷ, Giáo hoàng lại một lần nữa được yêu cầu đóng một vai trò trong các cuộc thương lượng quốc tế.
Trong suốt nhiệm kỳ của mình, Gioan Phaolô II đã tổ chức 9 mật nghị để phong tước cho 232 hồng y, trong đó có một vị "còn giữ kín"; đã bổ nhiệm trên 3,5 ngàn trong số gần 4,2 ngàn Giám mục trên thế giới. Ông đã gặp từng người trong các Giám mục một số lần qua nhiều năm, nhất là khi họ viếng thăm Tòa thánh 5 năm một lần.
Ông đã chủ sự 15 thượng hội Giám mục: 6 thường lệ (1980 về gia đình, 1983 về thống hối và hòa giải, 1987 về giáo dân, 1990 về linh mục, 1994 về tu sĩ, 2001 về Giám mục), 1 ngoại lệ (1985 Công đồng Vaticanô II 20 năm sau) và 8 đặc biệt (1980 cho Hà Lan, 1991 cho Châu Âu lần nhất, 1994 cho Châu Phi, 1995 cho Liban, 1997 cho Châu Mỹ, 1998 [2] cho Châu Á và Châu Đại Dương, 1999 cho châu Âu lần hai).
Vào ngày 14 tháng 3 năm 2004, ông trở thành vị Giáo hoàng thứ ba trong số những vị Giáo hoàng có thời gian ở ngôi lâu dài nhất, sau Thánh Phêrô (từ 34 đến 37 năm) và Piô IX (31 năm, 7 tháng, 23 ngày).
Với vai trò Giáo hoàng, ông đã viết 14 thông điệp, 14 tông huấn, 11 tông hiến, 42 tông thư và 22 tự sắc chưa kể đến hằng trăm sứ điệp và thư tín khác nữa. Để sửa soạn cho Năm Thánh 2000, Giáo hoàng Gioan Phaolô II đã viết tông thư "Tiến đến Thiên niên kỷ thứ Ba" (Tertio Millennio Adveniente) đề ngày 10 tháng 11 năm 1994.

### Giáo huấn
| “                            | Tương lai bắt đầu từ ngày hôm nay, chứ chẳng phải ngày mai. | ” |
| — Giáo hoàng Gioan Phaolô II |                                                             |   |

### Các chuyến tông du

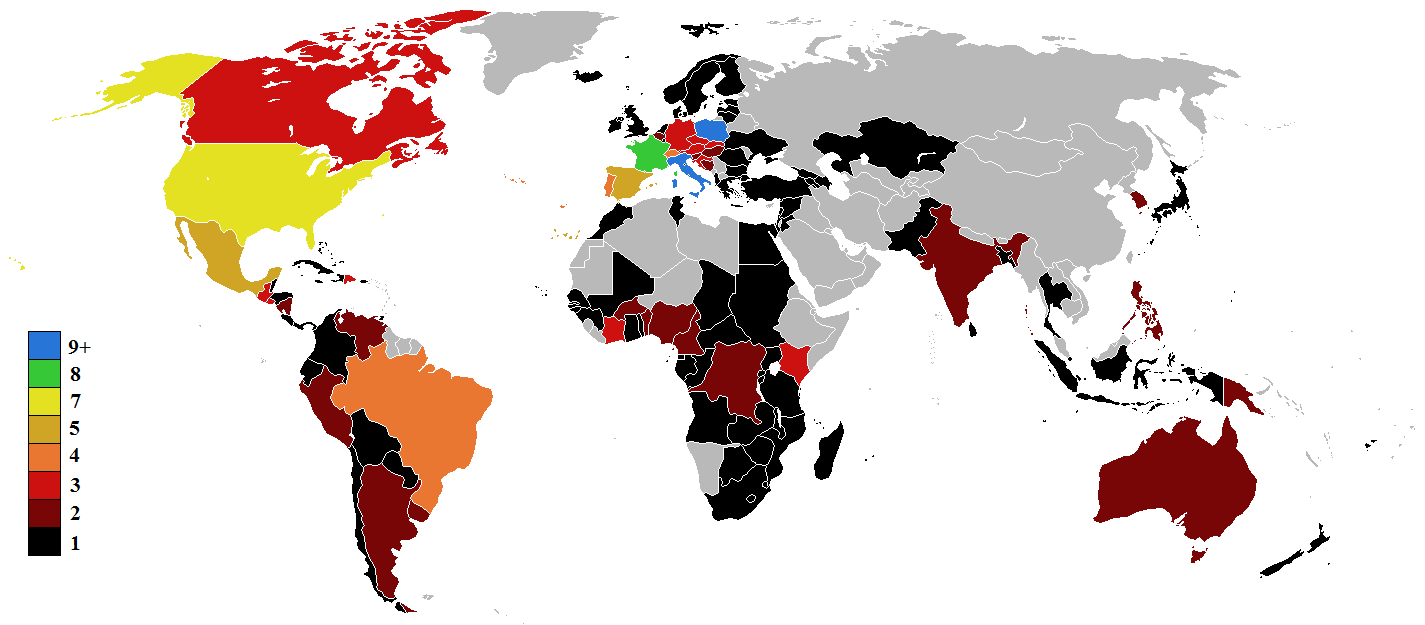
Bản đồ cho thấy các quốc gia mà Gioan Phaolô từng viếng thăm

Trong suốt triều đại của mình ông đã thực hiện 104 cuộc viếng thăm ngoài nước Ý, chuyến đi cuối cùng là Lộ Đức vào tháng 8 năm 2004.
Ông cũng thực hiện 143 cuộc viếng thăm trong nước Ý. Với tư cách là Giám mục Rôma, ông đã đi thăm mục vụ 301 trong tổng số 334 giáo xứ trong Giáo phận Rôma.
Với 247 chuyến viếng thăm mục vụ trong và ngoài nước Ý, Gioan Phaolô II đã đi 1.167.295 km (hay 700.380 dặm), trên 28 lần chu vi của Trái Đất (hay 3 lần khoảng cách giữa Trái Đất và Mặt Trăng), nhiều hơn tất cả những Giáo hoàng trước cộng lại. Những chuyến đi này là dấu hiệu của nỗ lực bắc cầu nối lại những quốc gia và tôn giáo trong nhiệm kỳ của ông.
Ngay từ đầu, những chuyến đi của Giáo hoàng đã là một bài thuyết giáo không ngừng về tiếng tăm của con người và sức mạnh của lòng trung thành. Tại Triều Tiên, ông đã nói đến sự nghiệp giải phóng con người trước những người công nhân phải lao động cực nhọc. Ông đã đích thân phát biểu trước những người theo Thiên Chúa và những người không theo Thiên Chúa. Ông đã đến thăm nhiều nơi trên thế giới, dù ở thế giới thứ nhất hay thế giới thứ ba, ông đều hướng tới những con người, những thân phận nghèo khổ.
Tại Nigiêria, ông tuyên bố rằng: "việc khai thác bất chấp đạo lý đối với người nghèo và kém hiểu biết là một tội ác chống lại Chúa"; tại Côlômbia ông cảnh cáo: "những người sống dư thừa và xa hoa vô độ thể hiện sự mù quáng về tinh thần". Người nghèo sẽ phán xử các quốc gia đã lấy mất của cải của họ, khẳng định sự độc quyền đế quốc chủ nghĩa đối với hàng hóa của họ và quyền tối cao về mặt chính trị bằng sự trả giá của người khác". Tại Bồ Đào Nha, ông chỉ rõ: "Công lý đòi hỏi những người nông dân có thể canh tác trên mảnh đất của chính họ". Tại Tây Ban Nha, ông yêu cầu nhà nước phải bảo vệ những người lao động: "Chúng ta không thể bỏ mặc người lao động và số phận của họ được". Ông cũng bảo vệ việc thành lập những tổ chức công đoàn ở Brasil và tại Nam Phi, ông kết tội chủ nghĩa Apácthai.

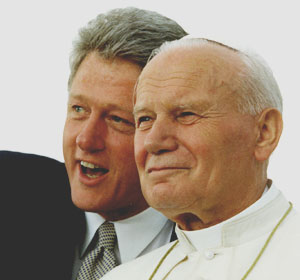
Giáo hoàng Gioan Phaolô II và Bill Clinton năm 1993

Gioan Phaolô II đã biến những chuyến chuyến tông du trở thành một cuộc hành trình truyền giáo mang tính chất sứ đồ. Ông sẵn sàng đón nhận mọi phong tục và nghi thức văn hóa ở những vùng miền khác nhau. Ông không chỉ nói bằng hàng chục thứ tiếng mà còn đội bất cứ một trong số các mũ lạ thường nào mà nhân dân địa phương tặng: Mũ nồi dành cho sinh viên, mũ phớt rộng vành của những người Mêhicô, mũ làm bằng lông của những người da đỏ, mũ đen. Tại châu Phi, ông mặc bộ quần áo bằng da dê và đứng trong lúc nắm chặt cái giáo của vị trưởng bộ lạc. Tại miền tây nước Mỹ, ông xuất hiện từ một túp lều vải trong bộ quần áo lễ có tua; tại Phoenix một nhóm thổ dân Mỹ đặt ông lên bục diễn thuyết tròn rồi đi vòng quanh ông...
Bất cứ ở nơi nào ông đến, ông đều tới viếng thăm những nơi tôn kính đức Maria. Nơi Đức Mẹ hiện hình ở Brasil, Ngôi nhà Đức Mẹ tại Thổ Nhĩ Kỳ, Hang đá Đức Mẹ Lộ Đức, thánh địa Fatima ở Bồ Đào Nha...ông hiến dâng tất cả các lục địa cho trái tim Đức Mẹ "xin Người hãy thấu hiểu tất cả nỗi khổ đau và niềm hy vọng của tất cả chúng con".
Tuy nhiên chuyến thăm Đức vào năm 1996 đã trở thành thảm họa. Ngày 24 tháng 6 năm 1996, khi xe của Giáo hoàng đi về phía cổng Bradenburg tại Berlin, hàng trăm người vô chính phủ và những người hoạt động xã hội ủng hộ người đồng tính thuộc một "Liên minh chống Giáo hoàng" đã xông về phía Gioan Phaolô II, gào to lên "Hãy xuống địa ngục đi!", "Thiêu sống Giáo hoàng!" "Bao cao su thay thế cho Tòa thánh!" ("Kondome statt Dome!") và ném sơn, cà chua, trứng thối vào chiếc xe của Giáo hoàng. Hai bịch sơn đã văng trúng chiếc xe chở Gioan Phaolô II. Danh sách các bài báo nói về vụ Giáo hoàng bị biểu tình ở Berlin năm 1996

### Giới trẻ

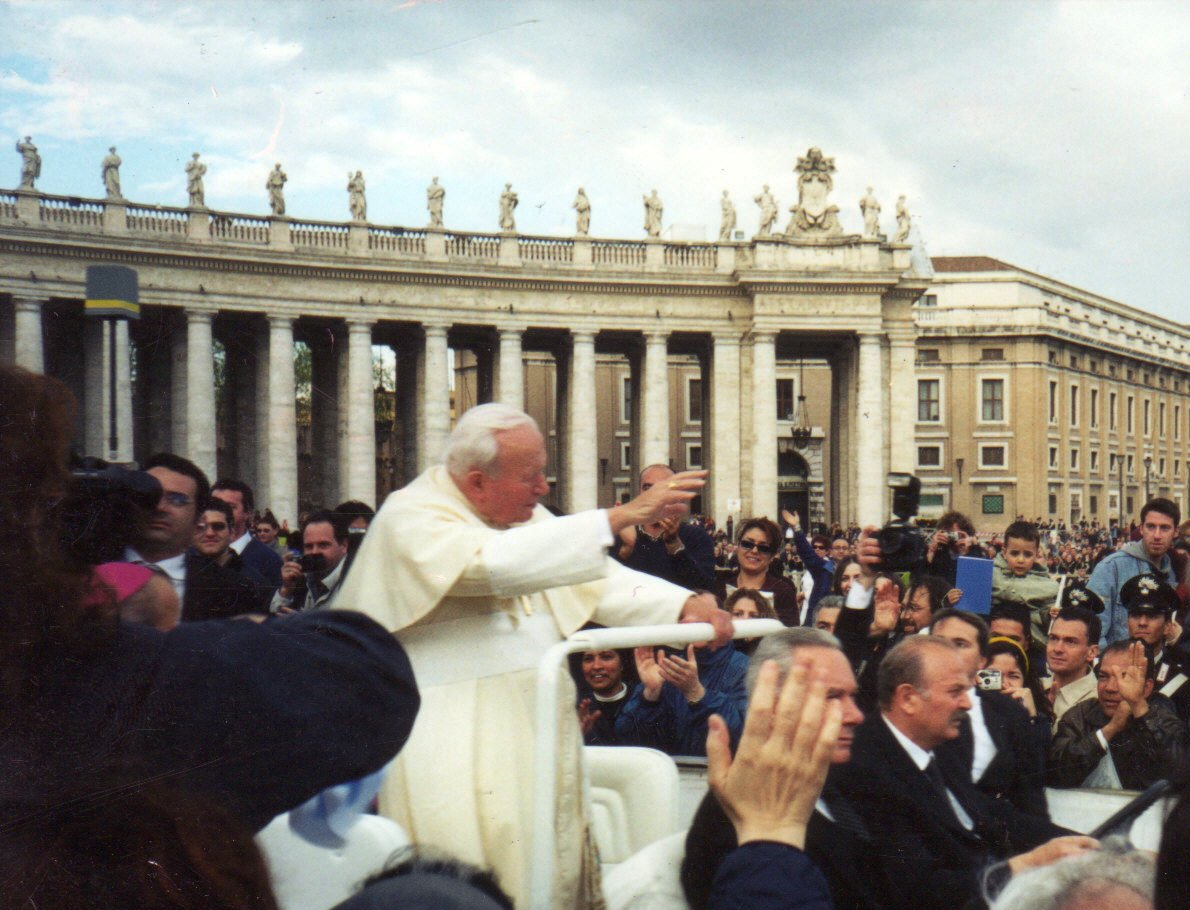
Giáo hoàng Gioan Phaolô II tại Đại hội giới trẻ ở Rôma năm 2000

Trong suốt nhiệm kỳ của mình, Gioan Phaolô II đã dành một sự quan tâm đặc biệt tới giới trẻ như là một sự tiếp nối những công việc ông đã làm kể từ khi còn là linh mục và Giám mục. Ngoài những cuộc gặp gỡ, trao đổi trực tiếp với các học sinh, sinh viên nam nữ trong giáo xứ, nơi học đường, trong các cuộc bơi thuyền, leo núi, chơi thể thao, cắm trại với mục tiêu tìm hiểu hầu đáp ứng những khao khát kiếm tìm của giới trẻ về mọi vấn đề liên quan tới đời sống – kể cả vấn đề yêu đương, tính dục-,ông còn đưa ý niệm này vào lãnh vực văn chương, kịch nghệ qua những tác phẩm do ông thực hiện lúc bấy giờ.
Trong tác phẩm "Crossing The Threshold Of Hope" (Bước Qua Ngưỡng Cửa hy Vọng), của mình, Gioan Phaolô II đã viết: 
Năm 1985, ông công bố lập ngày giới trẻ thế giới (JMJ) 2 năm 1 lần. Đầu tiên là Rôma (1985), Buenos Aires (Argentine 1987), Santiago de Compostella (Tây Ban Nha 1989)…và nhiều nơi sau đó trên thế giới, để những người trẻ có thể gặp gỡ nhau, cùng ông tôn vinh Thiên Chúa, cùng nói lên niềm hi vọng của nhân loại, rồi sẽ trở về nhà như "những chứng nhân không chút sợ hãi của Tin Mừng ".
Ông đã truyền cho họ sự dũng cảm, lòng nhiệt thành khi phải đối đầu với nền văn hóa sự chết như chiến tranh, bạo lực, nạn phá thai,… để duy trì sự sống cho con người.
| “                                                                              | Hỡi những người trẻ. Chúa Kitô cần tới các con để thắp sáng địa cầu, để chỉ cho nhân loại ‘nẻo đường đi tìm sự sống (Ps. 16:11. Thách thức mới là các con cần phải thể hiện sự có mặt của Giáo hội Chúa bằng chính cuộc đời và lối sống cụ thể của các con. Các con hãy sắp sẵn trí khôn, tài năng, lòng nhiệt thành và tình thương của các con để đối diện với đời sống và phục vụ đời sống. Các con đừng sợ xuống đường để đi tới những nơi công cộng như các thánh Tông Đồ xưa. Giờ không còn là thời điểm để các con xấu hổ vì Phúc Âm (cf. Rom. 1:16) Giờ là thời điểm để các con rao giảng từ trên mái nhà (cf. Mt. 10:27). Các con đừng sợ phá vỡ nếp sống tiện nghi và thói quen để chấp nhận thách đố: làm thế nào để khuôn mặt Chúa Giêsu được thế gian biết đến?…. | ” |
| — Diễn từ tại Denver, Colorado, nơi tổ chức Đại hội Giới Trẻ Thế giới năm 1993 | |   |

### Quan hệ với các tôn giáo và giáo phái
Ông cũng góp sức cho sự thông hiểu giữa các tôn giáo, gặp gỡ và tổ chức những buổi hội thảo và cầu nguyện với nhiều cấp lãnh đạo các tôn giáo khác. Năm 2002, trong bối cảnh Hoa Kỳ chuẩn bị tấn công Iraq, ông đã mời gọi các nhà lãnh đạo các tôn giáo trên thế giới gặp nhau tại Assisi (Quê hương của thánh Phanxicô) để cầu nguyện cho hòa bình. Tham dự có tổng Giám mục Piritim - đại diện Giáo hội Chính Thống giáo Nga, Thượng phụ Giáo chủ Bartholomew I của Giáo hội Chính Thống giáo Constantinopole, Giám mục Vasilios - Chính Thống giáo Cypriot, đạo Sikh (Ấn Độ), Thần đạo (Nhật Bản), giáo phái Hồn vật (Phi châu) và nhiều đại diện tôn giáo khác.
Giáo hoàng Gioan Phaolô II đã công khai xin lỗi thế giới và các tôn giáo khác về những lỗi lầm của Giáo hội Công giáo Rôma trong quá khứ, tổng cộng 94 lần.

#### Anh giáo
Năm 1995, với thông điệp về Hiệp Nhất (Ut Sint Unum), Giáo hoàng Gioan Phaolô II kêu gọi hãy thực hiện một cuộc đối thoại và suy tư về "thừa tác vụ hiệp nhất của vị Giám mục Roma", trong các giáo hội Kitô khác nhau trên thế giới.
Năm 1981, Một "Phúc Trình chung" đã được công bố, đúc kết lập trường của hai giáo hội Anh giáo và Công giáo về quyền bính. Năm 1982, Gioan Phaolô II qua Canterbury (Anh quốc) thăm vị giáo chủ Anh giáo.
Ngày 12 tháng 5 năm 1999, Ủy ban Quốc tế hỗn hợp Anh giáo và Công giáo đã công bố chung một văn kiện nói về "Quyền bính của đức Giáo hoàng" trong giáo hội. Văn Kiện định nghĩa "quyền đứng đầu" của vị Giám mục Roma như là "quyền để phân định sự thật" và quyền nầy cần được thi hành một cách "tập đoàn" trong khung cảnh của "hội đồng tính" của các Giám mục. Việc công bố Văn Kiện Chung Anh Giáo và Công giáo nói về quyền bính, là một bước tiến thêm nữa trên con đường đại kết.
Tháng 7 năm 2002, Nhân việc bổ nhiệm tân Tổng Giám mục Canterbury - Rowan Williamatican, Gioan Phaolô II đã chúc mừng tân Tổng Giám mục Canterbury và nói thêm như sau: "Tôi đã có dịp biết và làm việc gần gũi với các vị tiền nhiệm của ngài, tổng Giám mục Runcie và tổng Giám mục Carey, trong công tác chung là thăng tiến sự thông cảm giữa cộng đoàn Anh Giáo và giáo hội Công giáo. Tôi tin rằng với ơn phù trợ của Thiên Chúa, chúng ta có thể đạt được tiến bộ trên con đường tiến tới hiệp nhất".

#### Tin lành
Vào năm 1983, Gioan Phaolô II là vị giáo hoàng đầu tiên lên tiếng giảng trong một nhà thờ Tin lành.. Ngày 31 tháng 10 năm 1999, giữa tiếng reo vui của dân chúng và sự cảm động của giới hữu trách, Tuyên ngôn chung liên quan tới giáo lý về Công Chính Hóa đã được hai Giáo hội Công giáo và Tin Lành Luther ký kết tại thành phố Augsburg .

#### Do Thái giáo
Ngay từ khi mới đăng quang, ngày 12 tháng 3 năm 1979 ở Mayence, Gioan-Phaolô II đã tuyên bố:" hai cộng đoàn tôn giáo (Công giáo - Do Thái giáo) chúng ta được liên kết ở ngay mức độ lý lịch của chính chúng ".
Ngày 13. 04. 1986, ông trở thành vị giáo hoàng đầu tiên bước vào đại hội đường Do Thái tại Roma, ông tuyên bố:
| “                             | Đạo Do Thái không ‘ngoại lai’ với chúng tôi, nhưng trong một ý nghĩa nào đó nó ‘nằm bên trong đạo chúng tôi. Đối với đạo Do Thái, do vậy, chúng tôi có những tương quan mà chúng tôi không có với bất cứ tôn giáo nào khác. Các bạn là những người anh em rất yêu chuộng của chúng tôi và, trong một ý nghĩa nào đó, người ta có thể nói là những anh cả của chúng tôi. | ” |
| — Giáo hoàng Gioan Phao-lô II | |   |

Ông cũng thừa nhận những tổn thương mà những người Do Thái phải cam chịu hàng trăm năm khi sống ở các nước Thiên Chúa "các hành động phân biệt đối xử, những hạn chế bất cong về tự do tín ngưỡng cũng như sự ngặt nghèo về tự do... Vâng, một lần nữa đã làm cho tôi cảm thấy hối tiếc và ngay cả những từ ngữ trong cuốn Nostra Aetete, sự bất công, sự ngược đãi và tất cả những biểu hiện chống lại phong trào Xemit, trực tiếp chống lại người Do Thái bất kỳ lúc nào và bởi bất cứ ai".
Năm 2000, trong dịp viếng thăm Giêrusalem, ông đã để lại lời cầu nguyện vắn tắt trong Bức Tường Than khóc - nơi các người Do thái vẫn đến cầu nguyện với nội dung như sau:
| “                                                  | Lạy Thiên Chúa của các Cha Ông chúng con, Chúa đã chọn Abraham và Dòng dõi của ngài, để thánh danh Chúa được rao giảng cho các dân tộc. Chúng con đau buồn sâu xa về thái độ của biết bao người trong dòng lịch sử đã làm cho con cái Chúa đau khổ, và trong lúc xin Chúa tha thứ về thái độ này, chúng con muốn cam đoan sống trong tình huynh đệ đích thực với Dân của Lời Giao Ước. Vì Chúa Kitô Chúa chúng con. | ” |
| — Giêrusalem 26 tháng 3 năm 2000, Gioan Phaolô II. | |   |

#### Chính Thống giáo Đông phương
Ngày 30 tháng 11 năm 2000, Nhân ngày lễ kính thánh Anrê tông đồ tử đạo 30.11.2000, trong một lá thư viết cho Thượng Phụ Giáo chủ thành Constantinopolis ở Thổ Nhĩ Kỳ, về việc tiếp tục cuộc đối thoại Liên Tôn, Giáo hoàng Gioan Phaolô II đã tặng nhà thờ St. Theodore ở trên ngọn đồi Palatine thuộc thành Rôma cho Chính Thống giáo Đông phương.
Trong thư, Giáo hoàng nói về nguồn cội chung của Công giáo và Chính Thống giáo nên ông nói đó là lẽ khẩn thiết bắt buộc Công giáo và Chính Thống giáo "tái thành lập lại sự hợp nhất toàn vẹn trong đức tin và trong đời sống sớm hết sức có thể, bởi vì sự chia rẽ giữa các Kitô giáo đi ngược lại tinh thần của Phúc Âm và việc chứng nhân giữa thế giới (....)vì một trái tim tinh tuyền và trong sáng, và vì vâng lệnh ý muốn của cùng một Thiên Chúa, chúng ta phải tiếp tục cuộc tìm kiếm sự hiệp thông toàn vẹn trong chân thành, huynh đệ và yêu thương".
Ông cũng đã cử một phái đoàn sang Istanbul, Thổ Nhĩ Kỳ dẫn đầu bởi hồng y Edward Idris Cassidy, chủ tịch Hội đồng giáo hoàng cổ võ Hợp Nhất Kitô hữu tham dự thánh lễ kính thánh Anrê - quan thầy của giáo hội phương Đông. Việc thăm viếng nhau nhân ngày lễ này đã trở thành truyền thống và được thực hiện liên tiếp từ năm sáu năm nay. Ngược lại mỗi năm vào ngày 29.6 nhân lễ kính thánh Phêrô và Phaolô Tông Đồ, quan thầy của Giáo hội Công giáo Roma thì Thượng Phụ giáo chủ Bartholomew I, cũng gửi phái đoàn sang Roma kính thăm Giáo hoàng.
Ngày 22 tháng 8 năm 2004, Giáo hoàng Gioan Phaolô II đã thông báo việc ông trao trả Bức ảnh Đức Mẹ Kazan cho Giáo chủ Alexis II của Giáo hội Chính Thống giáo Matxcơva, và qua Alexis cho toàn thể dân tộc Nga. Bức Ảnh Đức Mẹ Kazan, đã được họa trên gỗ vào thế kỷ thứ 13. Bức Ảnh Đức Mẹ Kazan đã được lưu giữ tại Fatima, sau đó được đưa về Vatican vào năm 1991 và được giữ nơi nhà nguyện riêng của giáo hoàng.
Trong sứ điệp gửi cho Giáo chủ Alexis II nhân dịp này, ông viết: 

#### Phật giáo
Trong thời gian đương nhiệm, giáo hoàng Gioan Phaolô II đã gặp gỡ người lãnh đạo Phật giáo Tây Tạng là Đại Lai Lạt Ma nhiều lần. Đại Lai Lạt Ma đã đánh giá về Giáo hoàng Gioan Phaolô II:
| “                | Quả thật Ngài có một ý chí và một quyết tâm giúp đỡ nhân loại về mặt tâm linh. Đó là điều tuyệt với, là điều thiện hảo. | ” |
| — Đại Lai Lạt Ma | |   |

Vào tháng 5 năm 1984 tại Băng Cốc, Giáo hoàng đã tới gặp giáo trưởng tối cao của Phật giáo Thái Lan tại tu viện của ông. Gioan Phaolô II bỏ giày ra và bước nhẹ nhàng đến bục nơi Vasana Jara, 86 tuổi đang an tọa trong tư thế thiền.
Tuy nhiên, một số phát biểu về Phật giáo của Giáo hoàng Gioan Phaolô II đã gây ra nhiều tranh cãi và chỉ trích. Ví dụ, trong tác phẩm Bước qua ngưỡng cửa hi vọng, Giáo hoàng đã chỉ trích đạo Phật là "thờ ơ với cuộc sống", "tiêu cực", "vô thần". Nhận định này đã vấp phải sự phản đối dữ dội từ cộng đồng Phật giáo. Tanaka Ken, giáo sư tại Học viện Phật học đã cho rằng Giáo hoàng "chưa chịu làm bài tập", còn Lạt Ma Ole Nydahl thì nhận xét Giáo hoàng "sẽ không thể tận hưởng cuộc sống ở kiếp sau". Linh mục Thomas Hand, một chức sắc Công giáo nghiên cứu thiền tại Medical Retreat Center cho rằng ý kiến của Gioan Phaolô II về sự "vô thần" và "tiêu cực" trong đạo Phật là hoàn toàn sai lầm và Giáo hoàng không thể nhận xét bừa bãi về một tôn giáo thâm thúy như đạo Phật mà không hiểu gì về nó. Một số nhân sĩ Phật giáo bình luận rằng, nguyên nhân của phát biểu trên bắt nguồn từ những lo ngại của Gioan Phaolô II về các nỗ lực truyền bá ảnh hưởng của đạo Phật ra ngoài châu Á. Trong một buổi họp mặt, các nhà sư tại Tích Lan đã quyết định yêu cầu Giáo hoàng phải xin lỗi. Trước các phản ứng này, Gioan Phaolô II đã thanh minh rằng ông luôn bày tỏ sự kính trọng sâu sắc đến các tín đồ Phật giáo và không có ý xúc phạm Phật giáo.

#### Hồi giáo
Sau khi được bầu làm giáo hoàng, Giáo hoàng Gioan Phaolô II cho biết rằng qua Hồng y Pignedoli, cộng tác viên thân cận của cố Giáo hoàng Phaolô VI và đức ông Rossano, người sáng lập Phong Trào Giải Phóng và Hoà Giải, ông đã thực sự đi vào con đường đối thoại với hồi giáo. Ngay từ những năm 1979, 1980 Giáo hoàng Gioan Phaolô II đã có những cuộc đối thoại với giáo chủ Hồi giáo Ayatollah Khomeini.
Vào năm 1985 ông đã phát động cái gọi là "cuộc tấn công đối thoại" nhằm vào các tín đồ Hồi Giáo. Ông đánh giá cao một vài mặt của đạo Hồi: Thuyết độc thần, quy phục một vị Chúa nhân từ và những quy định về việc ăn chay và sám hối. Nhưng ông cũng tỏ ra hoài nghi về Hồi Giáo đang co mình trong nỗi sợ hãi. Vào năm 1982, trong một chuyến thăm tới Nigieria ông đã dự định dừng chân ở thị trấn Kaduna, khu vực đạo Hồi chiếm ưu thế. Tuy nhiên, kế hoạch này đã thất bại.
Kể từ sau năm 1989, Gioan Phaolô đã thấy trước rằng thách đố của thế giới sẽ là cuộc đối đầu với Hồi Giáo. Trong nhiều cuộc gặp gỡ với những người Hồi giáo, Giáo hoàng luôn muốn đối thoại. Kể từ khi chiến tranh lạnh kết thúc, ông xác tín rằng Hồi giáo sẽ là vấn đề lớn của thế giới.
Gioan Phaolô II kêu gọi mọi người, Kitô hữu cũng như Hồi giáo, hãy vượt qua thái độ đối đầu. Với các bạn trẻ được quốc vương Hassan II của Maroc tập trung tại Casablanca hồi năm 1985, ông đã nói như sau: 
| “                             | Chúng ta đã từng đứng ở hai vị thế đối nghịch nhau. Chúng ta đã từng tiêu hao bao nhiêu năng lực cho những cuộc bút chiến và chiến tranh. Cha tin rằng hôm nay Chúa mời gọi chúng ta hãy thay đổi những thói quen cũ của chúng ta. Chúng ta phải tôn trọng nhau. Chúng ta phải khuyến khích nhau làm điều thiện. | ” |
| — Giáo hoàng Gioan Phaolô II. | |   |

Gioan Phaolô II đã không ngừng bày tỏ thiện cảm với các Dân tộc Hồi giáo tại Bosnia Herzegovina và kêu gọi thế giới can thiệp nhân đạo để chấm dứt cuộc diệt chủng nhắm vào họ. Ông cũng đã lên án cuộc chiến chống Iraq do Liên Minh Anh Mỹ chủ trương. Sau cuộc khủng bố 11 tháng 9 năm 2001, giáo hoàng còn cố gắng kéo thế giới ra khỏi một cuộc đối đầu về văn minh và tôn giáo. Ngày 14 tháng 12 tháng 2001, vào chính ngày kết thúc tháng chay tịnh Ramadan của người Hồi giáo, ông kêu gọi tất cả các tín hữu kitô trên toàn thế giới hãy ăn chay để cầu nguyện cho hòa bình.

### Vai trò trong sự sụp đổ của chế độ cộng sản ở Ba Lan
Ảnh hưởng của Giáo hoàng đối với sự sụp đổ của chế độ cộng sản Ba Lan đã được diễn tả trong cuốn "His Holiness John Paul II and The Hidden History of Our Time" (Đức Giáo hoàng Gioan Phaolô II và Lịch sử bị che đậy trong Thời Đại Chúng Ta) của Carl Bernstein và Marco Politi...
Giáo hoàng đã đến thăm Ba Lan lần thứ hai vào năm 1983, khi phong trào Công Đoàn Đoàn Kết của Lech Walesa đang dấy lên khắp nơi. Trong bối cảnh đó, chính phủ nước Cộng hòa Nhân dân Ba Lan và Tòa Thánh Vatican đã đạt được một thỏa thuận để Giáo hoàng có thể đến thăm Ba Lan với mục đích thuần túy tôn giáo.
Ngày 16 tháng 6 năm 1983. Sau khi quỳ xuống hôn đất quê hương, ông đã lên kêu gọi những người đang bị bắt bớ ở Ba Lan: "Cha kêu gọi những người bị đày đọa hãy đến đây với cha. Cha kêu gọi lời này thay lời Chúa Giê-su: Cha đã bị ốm và các con hãy đến thăm cha. Cha bị giam cầm, các con hãy đến với cha. Bản thân cha không thể tới thăm các con chiên đang bị giam cầm, đến thăm tất cả các con chiên đang bị đày đọa. Nhưng cha kêu gọi họ hãy đến với cha trong tinh thần giúp đỡ cha, như họ vẫn luôn làm."... Buổi tối, hàng chục ngàn người đã diễn hành... Khi đi ngang qua tòa nhà của Trung ương Đảng Cộng sản Ba Lan, đoàn thanh niên đã hô to: "Công Đoàn Đoàn kết! Công Đoàn Đoàn kết! Walesa! Dân Chủ!." 

### Mục tiêu của những âm mưu ám sát
Vào ngày 13 tháng 5 năm 1981, ông đã bị một người đàn ông Hồi giáo gốc Thổ Nhĩ Kỳ tên là Mehmet Ali Ağca bắn trọng thương khi ông đang đứng trên xe chạy vòng quanh Quảng trường Thánh Phêrô như thường lệ.
Ông lập tức quỵ xuống vì đau đớn rồi từ từ ngã trong vòng tay các cận vệ. Ngay sau đó, hung thủ thực hiện vụ mưu sát bị cảnh sát tóm gọn. Nhưng kẻ tòng phạm đứng cách đó một đoạn xa thì nhanh chóng chạy thoát.
Viên đạn chỉ đi xuyên qua ổ ruột, cách động mạch vài ly, rồi rớt ngay trong xe, khiến ông dù bị mất đến 2/3 số máu trong cơ thể, nhưng vẫn được cứu sống kịp thời. Các bác sĩ cho rằng nếu viên đạn cắt ngang động mạch, ông sẽ chết tại chỗ hoặc trên đường cấp cứu. Về phần mình, ông lại xem đó như một sự can thiệp lạ lùng của Đức Mẹ Maria.
Sau khi hồi phục, ông đã tuyên bố với mọi người rằng: "Tôi luôn cầu nguyện cho người anh em đã bắn vào tôi, người tôi đã chân thành tha thứ". Giáo hoàng đã viết thư định gửi cho Ağca: "Tại sao anh lại bắn tôi khi mà cả hai chúng ta đều chung đức tin vào Chúa?" Nhưng thay vì gửi bức thư đó, đã quyết định đến gặp Ağca. Năm 1983, ông đến thăm Ağca và tha thứ cho việc ám sát ông. Ông còn cầu khẩn nhà cầm quyền Ý ân xá cho Ağca. Ông đã giữ liên lạc với gia đình của Ağca nhiều năm sau đó và đã thăm mẹ Ağca năm 1987.
Cho đến nay, mưu đồ sát hại Giáo hoàng vẫn còn là một trong những bí mật lớn nhất của thế kỷ XX. Một số người (trong đó có William Casey - người lãnh đạo của CIA) đã tin rằng: những người Xô Viết đứng sau âm mưu sát hại giáo hoàng. Họ đã chỉ ra cái gọi là những vấn đề có liên quan đến những người Bungari, một tổ chức hay nhúng vào chuyện của người khác nhưng một chứng cứ trái ngược rằng Agca được bảo vệ và bao che bởi cơ quan tình báo Bungari, một tổ chức lệ thuộc vào cơ quan KGB. Về phần mình, quan điểm của giáo hoàng là: "tôi luôn luôn tin rằng ngay từ đầu, những người Bungari hoàn toàn vô tội, họ không việc gì phải làm điều đó". Cho đến nay người ta vẫn chưa tìm được một tài liệu rõ ràng liên quan đến âm mưu sát hạt giáo hoàng ở Nga hoặc ở Bungari kể từ khi chủ nghĩa Cộng sản sụp đổ.

### Quan điểm về xã hội và chính trị
Trong những năm làm giáo hoàng, Gioan Phaolô II đã vận động công khai chống , chủ nghĩa cộng sản kiềm chế nhân quyền và việc đàn áp chính trị. Ông cũng cương quyết chống việc phá thai, giữ vững lập trường về sự độc thân của chức linh mục, không phong chức linh mục cho phụ nữ và đặc biệt đã triệu tập các hồng y và Giám mục Hoa Kỳ về Vatican để đối phó với việc lạm dụng tình dục do một số các linh mục gây nên.

#### Thần học giải phóng
Đối với phong trào Thần học giải phóng nổi lên ở các quốc gia Mỹ La Tinh, Gioan Phaolô II đã ủng hộ hành động nhân đạo của các vị Hồng y. Ông cũng đề cao tấm gương của tổng Giám mục Santiago, Hồng y Raul Silve Henriquez, một đối thủ của nhà cầm quyền độc tài Pinochet ở Chilê. Mặc dù vậy, ông không ủng hộ những phương thức tiến hành của thần học giải phóng.
Trước việc những người công giáo ở Mỹ La Tinh chọn chủ nghĩa xã hội, quan điểm của ông là: "chúng ta phải bắt đầu xem xét chủ nghĩa xã hội là gì và ở đó có những dị biệt gì đã. Ví dụ, một chủ nghĩa xã hội vô thần, không thể nào phù hợp với các nguyên tác Thiên chúa giáo, với quan điểm Thiên chúa giáo về thế giới, về các quyền của con người, với đạo lý, sẽ là một giải pháp không chấp nhận được".
Về thần học giải phóng, quan điểm của ông khá gay gắt: "Đó không phải là thần học thật sự. Nó bóp méo cảm giác thật về kinh Phúc âm. Nó dẫn dắt những người đã dâng mình cho Chúa khỏi vai trò thật sự mà Giáo hội đã giao phó cho họ. Khi họ bắt đầu sử dụng các biện pháp chính trị, họ không còn là các nhà thần học nữa. Nếu đó là một chương trình xã hội, thì đó là một vấn đề của xã hội học. Nếu nó đề cập đến việc cứu vớt con người, thì nó là thần học của muôn đời, đã có từ hai nghìn năm náy".

#### Chống chiến tranh, kêu gọi hòa bình
Tại Agrigento, Italia, Gioan Phaolô II đã lên tiếng thách thức các băng đảng mafia ở Sicily bằng những lời lẽ sau .:
| “ | "Thiên Chúa phán: Ngươi chớ giết người! Không một ai, không một tập thể nào, kể cả Mafia có thể thay đổi hay chà đạp lên luật lệ tối linh của Thượng đế. Những người dân Sicilian là những con người yêu sự sống, hy sinh cho sự sống. Họ không thể sống thường xuyên trong một nền văn hóa trái nghịch, một nền văn hóa chết chóc. Họ mong đợi một nền văn hóa sự sống Nhân danh Đấng Cứu Thế, bị đóng đinh trên Thập Giá và đã trỗi dậy từ cõi chết, và nhân danh Đấng là Đường là Sự Thật và là Sự Sông, tôi yêu cầu những người có trách nhiệm hãy thay đối thái độ. Một ngày nào đó các bạn sẽ ra trước tòa phán xét công thẳng của Thiên Chúa!" | ” |

Trước những cuộc xung đột đẫm máu của hai cộng đồng Công giáo và Tin Lành ở Ái Nhĩ Lan, vào năm 1979, Gioan Phaolô II đã gửi đến những con chiên của ông nơi đây với nội dung như sau.
| “ | "Với tất cả sự xác tín và niềm tin đặt để nơi Chúa Kitô và với vai trò người đứng đầu Giáo hội Công giáo, Cha khẳng quyết: bạo lực là một tội ác. Vì lẽ ấy, chúng ta không thể chấp nhận chủ trương dùng sắt màu, dùng bạo lực như một phương thế để giải quyết vấn đề… Bạo lực là một sự dối trá, nó chống lại chân lý và niềm tin -chân lý và niềm tin của nhân loại…Giờ đây, Cha muốn nói với những thanh niên, phụ nữ đã nhúng tay vào bạo lực. Cha kêu gọi các con với ngôn ngữ nài xin. Cha quỳ gối van xin các con hãy rời bỏ con đường bạo lực để trở về con đường hòa bình và lẽ phải". | ” |

Trong cuộc viếng thăm thành phố Coventry, Anh ngày 28-6-1982 khi nước này đang xảy ra chiến tranh với nước láng giềng, Giáo hoàng Gioan Phaolô II đã có những lời lẽ quyết liệt lên án sự tàn khốc của chiến tranh, dù dưới bất cứ hình thức nào:
| “ | "Ngày nay, với mức độ kinh hoàng của chiến tranh hiện đại –bất kể là với vũ khí hạt nhân hay vũ khí quy ước- khiến chúng ta hoàn toàn không thể chấp nhận để coi như cách thế giải quyết những dị đồng quan điểm giữa các quốc gia. Chiến tranh, bạo lực là những thảm cảnh thuộc về quá khứ, thuộc về lịch sử. Nó không còn có chỗ cho con người hôm nay và ngày mai". | ” |

Gioan Phaolô II đã tích cực can thiệp nhằm ngăn chặn hai cuộc chiến tranh tại Vùng Vịnh. Hơn một lần ông cho rằng người ta không thề nhân danh bất cứ điều gì để gây thương vong, chết chóc cho con người. Trong khoảng thời gian từ 26-8-1990 đến tháng 3-1991, qua những văn thư, diễn tư, trên dưới 50 lần, Gioan Phaolô II đã nói tới hậu quả tai hại của cuộc chiến Vùng Vịnh. Trong diễn từ vào đúng ngày Giáng Sinh 25-12-1990, Giáo hoàng Gioan Phaolô II nói:
| “ | "Ánh sáng của Đấng Cứu Thế soi chiếu trên những quốc gia đau khổ trong vùng Trung Đông. Riêng tại Vùng Vịnh, chúng ta hồi hộp và âu lo sao cho mọi xung khắc sớm được tiêu tan. Xin những nhà lãnh đạo trên thế giới hiểu rằng mọi cuộc phiêu lưu chiến tranh sẽ không có gì có thể đền bù được". | ” |

Cho đến khi cuộc chiến Vùng Vịnh tái bùng nổ vào đầu thế kỷ 21 thì Gioan Phaolô II cũng lên tiếng phản đối. Đối với những xung đột giữa Do thái và Palestine, Giáo hoàng Gioan Phaolô II đã vận dụng nhiều cách để mưu tìm hòa bình tại vùng đất này. Những cuộc thăm viếng, những buổi tiếp xúc cá nhân giữa vị Giáo chủ và các lãnh tụ của cả hai phía Do thái và Palestine đã diễn ra rất nhiều lần, tại Vatican, trong những cuộc gặp gỡ nhân những cuộc du hành mục vụ hải ngoại.

#### Nạo phá thai
Giáo hoàng Gioan Phaolô II đã nỗ lực nhằm ngăn chặn những áp đặt của chính quyền Clinton về các biện pháp phá thai trên nghị trình hội nghị về dân số ở thủ đô Ai Cập. Ông không từ bỏ bất cứ cơ hội nào để lên tiếng về vấn đề bảo vệ quyền sống của thai nhi. Một mặt ông chỉ trích những âm mưu của các cường quốc giàu có nhằm áp đặt những biện pháp vô nhân đạo trên các quốc gia nghèo, kém phát triển qua chiêu bài kiểm soát dân số với những hứa hẹn viện trợ. Mặt khác, ông không ngớt lưu ý quần chúng, cách riêng các bậc phụ huynh, quan tâm tới những giá trị đạo đức trong mối liên hệ từ trong gia đình, giữa người vợ, người chồng, người cha, người mẹ, cho tới ngoài xã hội.
Ngay từ khi vừa được chọn làm người kế vị thánh Phêrô, Gioan Phaolô II đã nhiệt thành cổ võ cho điều mà trong những bài giảng thuyết cũng như những tông thư, thông điệp mà ông mệnh danh là nền ‘Văn Minh Sự Sống’. Gioan Phaolô II không ngớt đề cao giá trị sự sống của con người, từ khi còn là một bào thai trong lòng mẹ cho đến lúc chết. Bằng những lời lẽ cứng rắn, ông lên án những hành vi phá thai, trợ tử cũng như phong trào đồng tính luyến ái. Theo ông, những hài nhi mang sẵn một giá trị nhân bản tiên thiên, tự hữu mà không một ai, kể cả cha mẹ chúng, có thể tước đoạt hoặc coi như sở hữu của mình, rồi muốn làm gì thì làm trên sinh mạng của chúng, điều chỉ một mình Thượng đế (Thiên Chúa) mới có quyền quyết định..
| “                                                                           | "Hôn nhân là sự kết hợp vững chắc giữa hai người nam nữ, những người đã cam kết đón nhận quà tặng chung để mở đường cho những mầm sống mới được sinh ta". Theo Ngài, đó không phải là một khái niệm phe phái mà là "giá trị khởi thủy của nguyên lý tạo dựng". | ” |
| — Giờ kinh truyền tin tại Quảng trường thánh Phêrô trưa Chúa Nhật 19-6-1994 | |   |

Chủ Nhật đầu tháng 8-1994, Giáo hoàng Gioan Phaolô II nhấn mạnh tới những khía cạnh của tệ nạn phá thai ngày càng gia tăng trong xã hội loài người. Giáo hoàng tuyên bố: nền móng công lý công cộng đã bị xói mòn bởi vì nhà nước không nhìn nhận sự sống của những đứa trẻ khi chúng còn trong lòng mẹ để bảo vệ chúng .
Gioan Phaolô II cũng lên án việc sử dụng các biện pháp tránh thai. Trong cuốn sách của ông mang tên Tình yêu và Trách nhiệm, ông đã nêu lên rằng: việc sử dụng các biện pháp tranh thai làm giảm giá trị của hành vi vợ chồng và của người phụ nữ (bằng việc coi rằng người đàn bá chỉ đơn thuần là đối tượng cho khoái lạc của người đàn ông).
Lập trường này đã gặp phải những luận điệu chỉ trích lập trường của Giáo hội về vấn đề chống phá thai và ngừa thai bằng mọi giá. Những chỉ trích này trong nhiều trường hợp còn đụng chạm tới chủ trương đề cao và quyết tâm bảo vệ hệ thống gia đình của Giáo hội.

#### Công nhân và người lao động
Lên tiếng trước đám đông những công nhân người Da Đỏ ngày 21-02-1979 sau cuộc viếng thăm Mêxicô lần thứ nhất, ông công khai nói với họ một cách bộc trực rằng: "Chúng ta cần gọi đích danh những hành vi phản công lý". Khi tiếp xúc với giới lao động, ông đến với họ như một người bạn cùng chung cảnh ngộ, chia sẻ với họ bằng những kinh nghiệm được làm nên bằng mồ hôi, nước mắt của chính mình. Có lần ông đã tâm sự với một số công nhân ở Rôma rằng: "Tôi đã làm việc tay chân trong suốt bốn năm trời. Đối với tôi, bốn năm ấy có giá trị hơn hai mảnh bằng tiến sĩ".
Trong cuộc gặp gỡ ngày 19-3-1982 tại Livorno, Ý, Giáo hoàng nói với các công nhân là nền dân chủ của giới thợ thuyền trên thế giới lâu đời hơn nền dân chủ của Giáo hội ít nữa là ở cấp độ giáo xứ. Từ nhận định ấy, ông cho rằng ông phải cảm ơn họ vì chính giới cần lao đã đóng góp, đã cống hiến cho Giáo hội những suy tư quý giá giúp cho đời sống Giáo hội ngày một thêm phong phú. Khi các công nhân mạnh dạn lên tiếng phê phán là trong quá khứ Giáo hội Công giáo thường đứng về phía những người giàu có thế lực, ông nói: "Tôi xin cảm ơn về những lời bình phẩm của anh em, cho dù sự thật hàm súc trong những lời này làm đau lòng".
Tại Prato, Ý, ngày 19-3-1986, Giáo hoàng Gioan Phaolô II đã lên tiếng khuyến cáo các nghiệp đoàn công nhân làm áp lực với giới chủ nhân, kể cả giới cầm quyền, để đạt mục tiêu. Tám năm sau, nhân lễ thánh Giuse ngày 19-3-1994 tại Rôma, giáo hoàng công khai thúc đẩy giới lãnh đạo nghiệp đoàn phải hành động. Ông nói: "Nếu con người im lặng, chính Thiên Chúa sẽ cất tiếng!"
Trong sứ điệp Mùa Chay đề ngày 20-02-1985 gửi các tín hữu trên toàn thế giới, Giáo hoàng viết:
| “ | Khi hàng triệu, hàng triệu con người không có đủ lương thực hàng ngày, khi hàng triệu, hàng triệu trẻ em phải gánh chịu những chứng bệnh hiểm nghèo suốt đời chúng, và trong khi hằng triệu, hàng triệu em khác bị uổng tử thì tôi không thể im lặng. Chúng ta không thể im lặng mà không làm gì trước những thảm kịch như thế trong xã hội ngày nay. | ” |

Trong hơn 26 năm ở ngôi Giáo hoàng, Gioan Phaolô II đã công bố ba Thông Điệp quan trọng mà nội dung bàn sâu vào những vấn đề xã hội. Đó là Thông Điệp "Người Lao động", (Laborem Exercens - 1981), "Mối bận Tâm Xã Hội" (Sollicitudo Rei Socialis - 1987), và "Một Trăm năm Thông Điệp Tân Sự" (Centesimus Annus - 1991). Những Thông Điệp này phê bình những bất toàn của chế độ Tư bản cũng như chủ nghĩa Cộng sản đồng thời tỏ bày tình liên đới của Giáo hội đối với giới thợ thuyền.

#### Phụ nữ
Gioan Phaolô II đã đề cao vai trò và thiên chức của người phụ nữ. Trong thư gửi phụ nữ toàn thế giời ngày 29 tháng 6 năm 1995 nhân dịp Năm Quốc tế Người Nữ, ông viết: Giáo hội có nhiều lý do để ước muốn rằng, trong kỳ Hội nghị sắp tới do Liên Hợp Quốc tổ chức tại Bắc Kinh, người ta đưa ra ánh sáng chân lý trọn vẹn về người nữ. Ước gì người ta tán dương thật sự "thiên tài người nữ", lưu ý không những tới các người nữ quan trọng và danh tiếng, đã sống thời quá khứ hay còn đồng thời với chúng ta, nhưng cũng lưu tâm tới các người nữ bình thường, những người phát triển tài năng phụ nữ của mình để phục vụ những kẻ khác trong cái tầm thường hằng ngày.
Mặc dù vậy, ông vẫn giữ lập trường dứt khoát với việc thụ phong chức linh mục cho phụ nữ: Ngày 15 tháng 8 năm 1988 trong Tông thư Mulieris Dignitatem, Gioan Phaolô II đã viết:" Khi kêu gọi chỉ những người nam để trở nên các Tông Đồ, Đức Kitô đã hành động cách hoàn toàn tự do và độc lập. Ngài đã làm điều đó cũng với sự tự do như khi Ngài đề cao phẩm giá ơn gọi phụ nữ trong tất cả; cách cư xử của Ngài không theo những xu thế tập tục hay những truyền thống mà luật pháp thời ấy chuẩn nhận" (Mulieris Dignitatem,26). Sau hết, ông tuyên bố: 
| “                                                          | Vì thế, để không còn hồ nghi nào về một vấn đề quan trọng liên quan tới cơ cấu Giáo hội do Chúa thiết lập, tôi nhân danh sứ mạng củng cố các anh em tôi (cf Lc 22,32) mà tuyên bố rằng Giáo hội không hề có quyền truyền chức tư tế cho phụ nữ và lập trường này phải được tất cả các tín hữu của Giáo hội tuân giữ. | ” |
| — Giáo hoàng Gioan Phao-lô II"(Ordinatio Sacerdotalis, 4.) | |   |

Quan điểm này của ông đã vấp phải sự phản đối của nhiều phụ nữ. Năm 1979, tại Mỹ, xơ Theresa Kane, Chủ tịch hội nghị các nhà lãnh đạo về tín ngưỡng phụ nữ và dõng dạc tuyên bố trước giáo hoàng: "Thưa giáo hoàng, Giáo hội phải đáp ứng những chịu đựng của phụ nữ bằng cách xem xét khả năng của họ trong cả các chức vụ thiêng liêng". Khi đến Thụy Sĩ lại có một phụ nữ chỉ trích ông về điều này, đó là Margrit Stucky Scheller. Cô đã nói: "Chúng tôi rất lấy làm tiếc vì việc làm của chúng tôi ít có ảnh hưởng tới Đức tin và Giáo hội. Những người phụ nữ chúng tôi có ấn tượng là chúng tôi đã bị xem như công dân loại 2".

### Thái độ đối với khoa học và nguồn gốc vũ trụ
Trong nhiệm kỳ của mình, Giáo hoàng Gioan Phaolô II cũng có những bước đi thể hiện thái độ thừa nhận của bản thân và của Giáo hội trước vai trò và sự đúng đắn của Thuyết Nhật tâm, Thuyết Tiến hóa và nguồn gốc vũ trụ theo khoa học hiện đại.
Theo Stephen Hawking, vào năm 1981, trong một cuộc tiếp kiến với các nhà khoa học được mời để làm cố vấn khoa học cho Giáo hội Công giáo, Giáo hoàng Gioan Phaolô II đã nói rằng các nhà khoa học có thể tùy nghi nghiên cứu sự tiến hóa của vũ trụ sau khi sự kiện Big Bang xảy ra, tuy nhiên những sự kiện trước đó thì không nên vì đó là giai đoạn sáng tạo thế giới của Thiên Chúa.
Năm 1996, trong một thông báo chính thức gửi đến Học viện Hồng y về Khoa học, Gioan Phaolô II đã lên tiếng thừa nhận về vai trò và sự xác tín của Thuyết tiến hóa, rằng con người sinh ra có thể là do một quá trình tiến hóa dần dần chứ không phải là do sự sáng tạo tức thời của Thượng đế:
| “                  | Những kiến thức mới nhất đã dẫn đến sự thừa nhận về thuyết tiến hóa hơn là một giả thuyết. | ” |
| — Gioan Phaolô II, |                                                                                            |   |

Tháng 7 năm 1999, Gioan Phaolô II đã ra tuyên bố phủ nhận sự hiện diện của một thiên đường vật chất trên các tầng mây và một hỏa ngục nơi con người bị thiêu đốt bởi ngọn lửa vĩnh hằng:
| “                  | Thiên đường không phải là một nơi trừu tượng hay vật chất trên các tầng mây, nhưng mà là mối quan hệ sống động, cá nhân với Chúa Ba Ngôi. Đó là cuộc gặp gỡ của chúng ta với Người Cha diễn ra trong sự thăng thiên của Chúa Kitô thông qua sự thông hiệp của Chúa Thánh Linh. | ” |
| — Gioan Phaolô II, | |   |

| “                  | Hỏa ngục không phải là một hình phạt được áp đặt từ bên ngoài bởi Thượng đế, mà là một điều kiện nảy sinh từ thái độ và hành động của con người trong cuộc sống. Vì vậy sự nguyền rủa vĩnh viễn không phải là việc làm của Thượng đế mà thật ra là kết quả của hành động của chính chúng ta. Hơn là một địa điểm vật lý, hỏa ngục là trạng thái của một người đã hoàn toàn và tự nguyện xa rời khỏi Chúa, là sự đau khổ, thất vọng của một cuộc sống không có Chúa. | ” |
| — Gioan Phaolô II, | |   |

### Xin lỗi
| “                             | Một lời biện hộ còn tệ hơn cả một lời dối trá, vì lời biện hộ là một lời dối trá được bảo vệ. | ” |
| — Giáo hoàng Gioan Phaolô II, |                                                                                               |   |

Gioan Phaolô II đã xin lỗi những người Do Thái, Galileo, phụ nữ, những nạn nhân của Tòa án dị giáo, những người Hồi giáo bị những Thập Tự Quân tàn sát, và tất cả những người đã chịu đau khổ dưới bàn tay của Giáo hội Công giáo trong những năm tháng qua. Ngay khi chưa làm Giáo hoàng, ông đã biên soạn và ủng hộ các sáng kiến như Lá thư Hòa giải của Giám mục Ba Lan gửi Giám mục Đức vào năm 1965. Đến khi trở thành Giáo hoàng, ông đã chính thức công khai xin lỗi cho hơn 100 điều sai trái, bao gồm:
- Vụ xử án nhà bác học và triết gia Galileo Galilei, một người mộ đạo, vào khoảng năm 1633 (vào ngày 31 tháng 10 năm 1992).[107]
- Những dính líu của Công giáo trong những cuộc buôn bán nô lệ châu Phi (vào ngày 9 tháng 8 năm 1993).
- Vai trò của Giới tăng lữ Giáo hội trong những vụ hỏa thiêu và chiến tranh tôn giáo sau cuộc Cải cách Kháng cách (vào tháng 5 năm 1995, tại Cộng hòa Séc).
- Các đối xử bất công đối với phụ nữ, vi phạm quyền phụ nữ và sự phỉ báng trước đây đối với phụ nữ (vào ngày 10 tháng 7 năm 1995, trong thư gửi "mọi phụ nữ").
- Sự im lặng và làm ngơ của nhiều người Công giáo trong cuộc Diệt chủng người Do Thái (ngày 16 tháng 3 năm 1998)

Đặc biệt, ngày 12 tháng 3 năm 2000, Giáo hoàng Gioan Phaolô II cùng toàn thể chức sắc của Giáo hội Công giáo Rôma, tại quảng trường nhà thờ thánh Phêrô, đã công khai xưng thú bảy loại tội của Giáo hội trong suốt 2000 năm qua trước toàn thể đám đông tụ hội ở quảng trường, bao gồm:
1. Tội chung.
2. Tội gây ra nhân danh "chân lý".
3. Tội về việc gây ra chia rẽ giữa các tín đồ đạo Thiên Chúa.
4. Tội trong việc bách hại người Do Thái.
5. Tội trong những hành động với ý muốn thống trị kẻ khác, với thái độ thù nghịch đối với các tôn giáo khác, không tôn trọng truyền thống văn hóa và tôn giáo của các dân tộc nhỏ, kém phát triển.
6. Tội về việc kì thị phụ nữ.
7. Tội về việc vi phạm nhân quyền.

Tuy nhiên đã có một ý kiến không hài lòng về lời xưng thú này, cho rằng nó không chân thành. R. J. Weissman đã viết trong tờ Chicago Tribune ngày 16 tháng 3 năm 2000 như sau:
| “ | Sau khi đọc bản tin trong tờ báo số ngày Thứ hai về bài diễn văn của Giáo hoàng, tôi cảm thấy tâm trạng tốt hơn một chút, nhưng không tốt hơn nhiều mấy. Việc các trại tập trung Holocaust không được nhắc tới thật ra không khiến tôi buồn phiền lắm. Điều khiến tôi buồn phiền là Giáo hoàng không xin sự tha thứ từ những người đã phải hứng chịu các cuộc bạo hành. Con người là phần quan trọng nhất của sự sống trên Trái Đất. Mỗi người phải giao tiếp với nhau ít nhất ở mức độ ngang bằng với việc hiệp thông với Thượng đế. Tại sao Giáo hoàng không nhận ra điều này ? Tôi, ví dụ, không chấp nhận lời xin lỗi của ông ta gửi tới Thương đế. Có lẽ đó là một bước đi đúng hướng. Nhưng tôi cho rằng đó là sự trốn tránh trách nhiệm... Ở lì trong Vatican và chỉ nói chuyện với Thượng đế, tránh né con người, và ông sẽ gặt hái được rất ít thành quả, không cần biết các chính trị gia nói gì. | ” |
| — R. J. Weissman, R. J. Weissman. 16 tháng 3 năm 2000/news/0003160117_1_pontiff-avoidance-atrocities Not Accepted. Chicago Tribune. 16 tháng 3 năm 2000 | |   |

## Sức khỏe
Tháng 7 năm 1992, ông đã phải cắt một khối u ở ruột kết. Theo một thông báo chính thức thì đó là "một khối hạch thường" ở ruột già. Một thông báo của Vatican đã nhấn mạnh rằng ca mổ kéo dài gần bốn tiếng cơ bản đã chữa được bệnh. Tuy nhiên, kể từ ca mổ đó, sức khỏe của giáo hoàng ngày càng suy giảm và ông đã phải thường xuyên đến bệnh viện đa khoa Gemelli.
Ngày 11 tháng 11 năm 1993, trong một buổi tiếp phái đoàn của Tổ chức nông lương thế giới (FAO) ở Vatican, ông đã khụy ra sau, ngã xuống sàn nhà và bị trật khớp vai. Theo nguồn tin chính thức của Vatican, Giáo hoàng đã vấp ở bậc thềm nơi đặt ngai của ông trong phòng đọc kinh tạ ơn. Nhiều tuần sau, Gioan Phaolô II rất khó nhọc khi giữ vai trò người chủ lễ Mixa và vào tháng 4 năm 1994, ông bị ngã trong vùng trượt tuyết ở Aburzzi. Ngày 28 tháng 4, ông ngã gãy xương đùi trong buồng tắm. Người ta thông báo rằng ông đã trượt chân ngã khi ra khỏi bồn tắm sau khi xả nước. Kể từ đó, ông phải dùng gậy chống khi đi. Và ông phải mổ ruột thừa năm 1996.
Năm 2001, một bác sĩ phẫu thuật chỉnh hình đã xác nhận điều từ lâu nghi vấn rằng giáo hoàng đang mắc bệnh Parkinson (bệnh mãn tính về hệ thần kinh làm cho các cơ rung và yếu).

## Qua đời và tang lễ

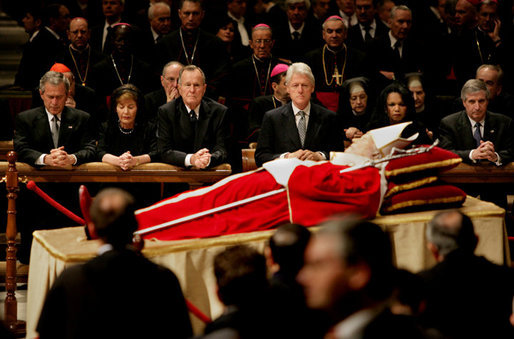
Nhiều chính khách tham dự lễ tang của giáo hoàng Gioan Phaolô II ở Quảng trường Thánh Phêrô ngày 6 tháng 4 năm 2005.

Vào cuối tháng 3 năm 2005, khi đã 85 tuổi, Giáo hoàng trở bệnh nặng và phải nhập viện. Vào ngày 1 tháng 4, tình trạng sức khỏe Giáo hoàng trầm trọng hơn khi tim và thận bị suy nhược. Vào ngày 2 tháng 4, Tòa Thánh tuyên bố rằng ông đang "hấp hối". Đức Giáo hoàng qua đời lúc 9 giờ 47 phút (giờ Roma).

## Ghi nhận sau khi qua đời

### Được tuyên chân phước

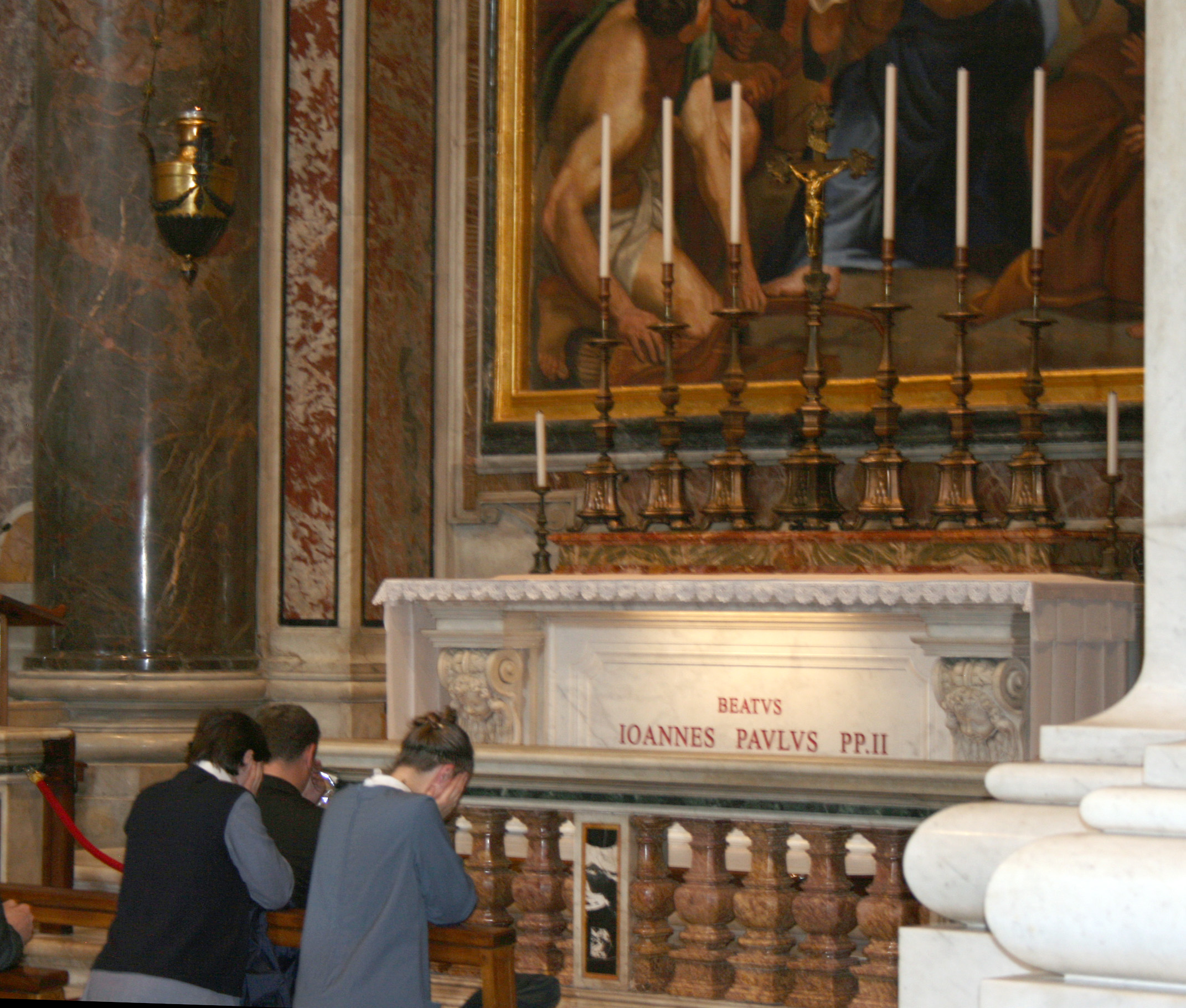
Hầm mộ giáo hoàng Gioan Phaolô II

Ngày 28 tháng 4 năm 2005, Giáo hoàng Biển Đức XVI trong buổi tiếp kiến hồng y Jose Saraiva Martins, Bộ trưởng Bộ Tuyên Thánh, đã chấp thuận miễn chuẩn quy định chờ 5 năm sau khi qua đời, để có thể mở liền ngay án phong chân phước và tuyên thánh cho cố giáo hoàng Gioan Phaolô II.
Ngày 9 tháng 5 năm 2005, Hồng y Jose Saraiva Martins và Tổng Giám mục Edward Nowak, tổng thư ký của Bộ Tuyên Thánh, đã viết thư gởi cho Hồng y Camillo Ruini, đại diện của giáo hoàng, để chính thức loan báo tin này. Trong ngày lễ kính Đức mẹ Fatima 13 tháng 5 năm 2005, và cũng là ngày kỷ niệm 24 năm giáo hoàng Gioan Phaolô II bị mưu sát, giáo hoàng Benedictô XVI đích thân đọc bức thư này, trong cuộc tiếp kiến hàng giáo sĩ Roma, tại Vương cung Thánh đường Thánh Gioan Laterano - nhà thờ chính tòa của Giáo phận Roma.
Ngày 29 tháng 5 năm 2005, nhật báo Quan sát viên Roma và nhật báo Tương Lai đã cho đăng chỉ dụ của Hồng y Camillo Ruini. Bắt đầu thu thập tài liệu về cố giáo hoàng Gioan Phaolô II để làm án phong chân phước và tuyên thánh.
Toà án Giáo hội tại Ba Lan đã bắt đầu công việc lập hồ sơ tuyên thánh vào tháng 11 năm 2005 tại Kraków, nơi Gioan Phaolô II đã trải qua phần lớn cuộc đời trước khi được chọn lên kế vị Phêrô. Công việc chính của toà án này là lắng nghe các nhân chứng tại Ba Lan về cuộc đời của Gioan Phaolô II.
Ngày 2 tháng 4 năm 2007, Giáo phận Roma đã chính thức hoàn tất việc điều tra ở cấp giáo phận về cuộc đời, các nhân đức và danh tiếng của Gioan Phaolô II.

#### Phép lạ
Hai tháng sau khi giáo hoàng Gioan Phaolô II qua đời, một nữ tu sĩ người Pháp tên là Marie Simon Pierre không còn những triệu chứng của căn bệnh Parkinson. Bà cho rằng: "Tôi đã được chữa lành, đây là việc làm của Chúa, nhờ lời bầu cử của đức Gioan Phaolô II. Đây là điều gây ấn tượng mạnh, và khó diễn tả ra bằng lời nói." (bản thân Gioan Phaolô II mất vì căn bệnh này).

### Được tuyên thánh

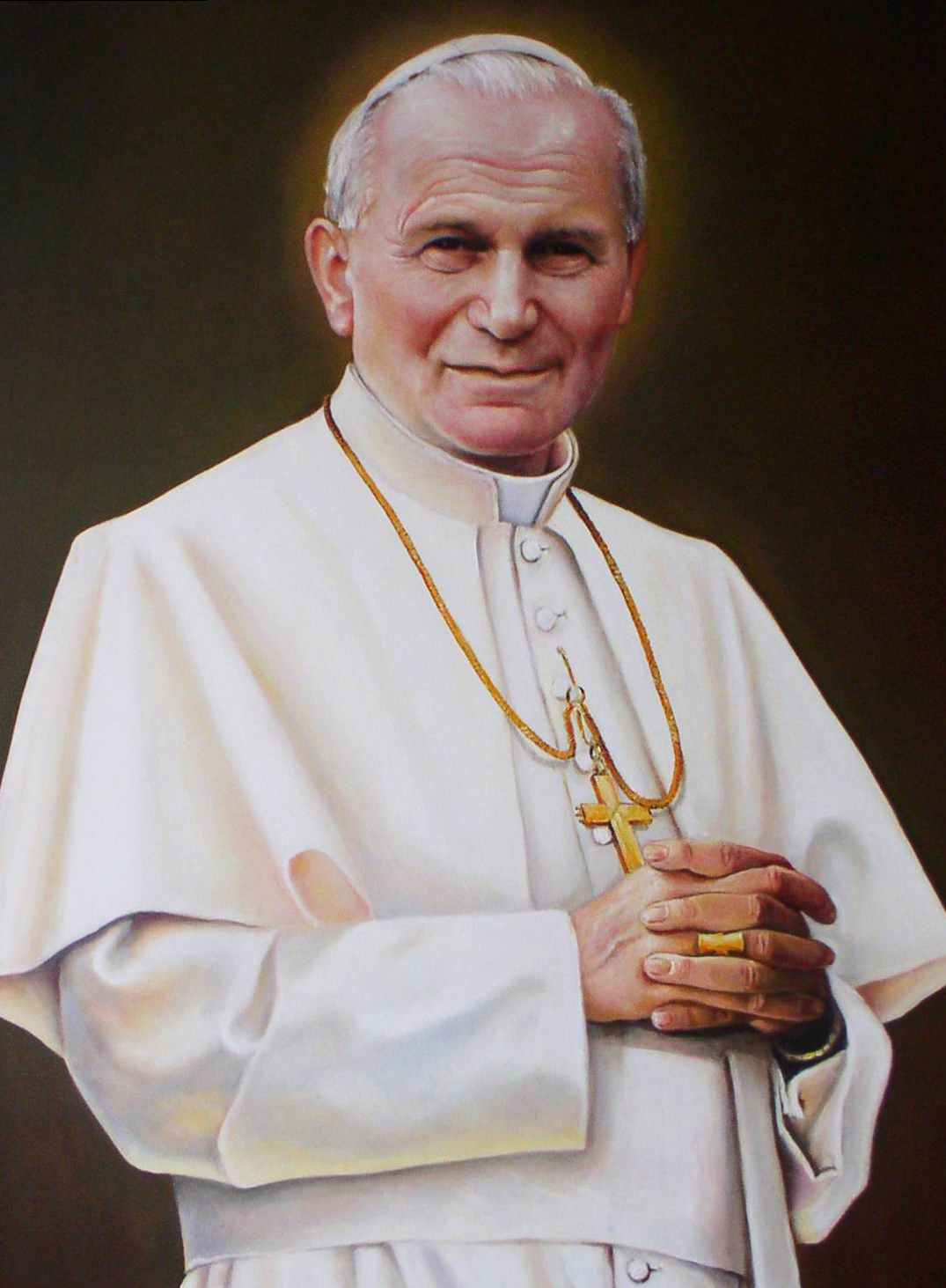
Hình ảnh Thánh Gioan Phaolô II qua tranh vẽ

Lễ tuyên thánh cho hai Chân phước Giáo hoàng Gioan XXIII và Gioan Phaolô II đã được cử hành bởi Giáo hoàng Phanxicô (cùng với Giáo hoàng Danh dự Bênêđictô XVI) vào Chủ nhật 27 tháng 4 năm 2014 tại Quảng trường thánh Phêrô, Vatican.

## Chỉ trích giáo và tranh cãi

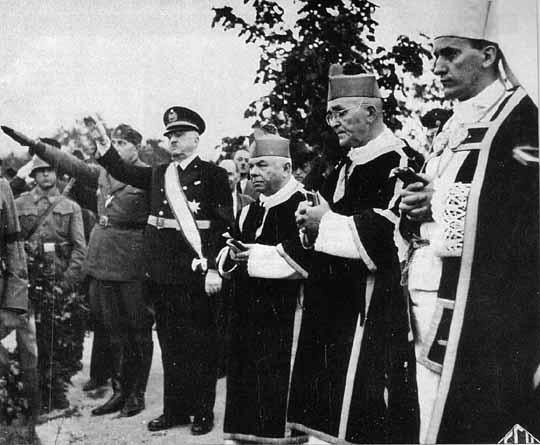
Năm 1998 Gioan Phaolô II đã tuyên thánh tử đạo cho Tổng Giám mục Alojzije Viktor Stepinac (đứng ở ngoài cùng bên phải, ảnh chụp năm 1944). Hành động này đã gây nhiều chỉ trích vì Stepinac là một người ủng hộ lực lượng thân phát xít Ustaše và có dính líu đến việc tàn sát người Serbia theo đạo Chính thống cũng như cưỡng bách họ đi theo Công giáo.

Giáo hoàng Gioan Phaolô II đã nhận phải nhiều sự chỉ trích về quan điểm của ông về phụ nữ, về việc ngừa thai, kế hoạch hóa gia đình, về sự ủng hộ của ông dành cho Công đồng Vaticanô II và các cải cách của nó về thánh lễ, cũng như lập trường của ông về tính thiêng liêng của việc kết hôn.

### Bê bối tình dục trong hàng ngũ giáo sĩ
Giáo hoàng Gioan Phaolô II cũng bị chỉ trích trong việc phản ứng chậm chạp trước các vụ án xâm hại tình dục trong giới chức sắc Công giáo. Trước các cáo buộc này, Giáo hoàng đã lên tiếng trấn an: "Sẽ không có bất cứ chỗ nào trong hàng ngũ giáo sĩ cũng như religious life dành cho những kẻ đã xâm hại giới trẻ". Sau đó Giáo hội đã thực thi những cải cách trong hàng ngũ giáo phẩm của mình nhằm ngăn chặn tệ đoan xâm hại tình dục trong tương lai, tỉ như yêu cầu tra xét kỹ lưỡng thân thế các chức sắc trong giáo hội khi tuyển dụng và, vì phần lớn các nạn nhân là trẻ em trai vị thành niên, những nam chức sắc có thiên hướng hoạt tình dục đồng giới biểu lộ sâu sắc sẽ bị cấm được thụ phong. Đồng thời các giáo khu dính líu tới những cáo buộc sẽ phải báo cáo chính quyền sở tại và tổ chức các cuộc điều tra nhằm loại bỏ những người phạm tội ra khỏi hàng ngũ chức sắc. Năm 2008, Giáo hội thừa nhận các bê bối tình dục này là vấn đề cực kì nghiêm trọng như cho rằng những người phạm tội theo ước tính chỉ không quá một phần trăm trong tổng số 500.000 chức sắc Công giáo trên toàn thế giới.

### Chỉ trích về lập trường ủng hộ Opus Dei
Giáo hoàng Gioan Phaolô II đã bị chỉ trích vì lập trường ủng hộ của ông đối với tổ chức Opus Dei và việc tuyên thánh cho người sáng lập nó, Josemaría Escrivá, vào năm 2002, và Giáo hoàng đã gọi ông này là "vị thánh của đời thường". Một số phong trào và tổ chức tôn giáo của Giáo hội thuộc quyền kiểm soát của ông (Binh đoàn của Chúa, Con đường Tân tòng, Phong trào Schönstatt, Phong trào Lôi cuốn, vv.) và ông đã bị cáo buộc là không cai quản nghiêm khắc các tổ chức này, nhất là trong trường hợp của Giám mục Marcial Maciel, người sáng lập tổ chức Binh đoàn của Chúa. Năm 1984 Giáo hoàng đã bổ nhiệm Joaquín Navarro-Valls, một thành viên của Opus Dei, làm Chủ nhiệm Cơ quan Báo chí Tòa thánh Vatican (Sala Stampa della Santa Sede). Ngay cả một người phát ngôn của Opus Dei đã nói rằng "ảnh hưởng của Opus Dei trong Vatican đã bị phóng đại." Trong gần 200 Giám mục của Giáo hội Công giáo Rôma, chỉ có hai Giám mục được biết đến là thành viên của Opus Dei.

### Chỉ trích về việc tiếp cựu thủ tướng ÝGiulio Andreotti
Ngày 14 tháng 12 năm 1995, ngay tại Vương cung thánh đường Thánh Phêrô, một sinh viên đã lớn tiếng mắng nhiếc Giáo hoàng Gioan Phaolô II về việc ông tiếp cựu thủ tưởng Giulio Andreotti, người bị Tòa án quy kết là dính líu sâu sắc đến giới Mafia Ý, và cho rằng anh ta không hiểu tại sao một người như Andreotti lại được cho phép xuất hiện trong Tòa thánh. Một số ý kiến đã nhận định rằng việc này chứng minh Giáo hội Công giáo Rôma đã dính líu đến giới chính trị gia. Về phía mình, Vatican không có bình luận gì về vụ việc trên.

### Kế hoạch hóa gia đình, phá thai và binh đẳng giới
Như đã đề cập, Giáo hoàng Gioan Phaolô II có lập trường bảo vệ các quan điểm truyền thống của giáo hội Công giáo Rôma về thể hiện giới tính, thiên hướng tình dục, cái chết êm dịu, kiểm soát sinh sản và phá thai. Nhiều người chỉ trích Giáo hoàng vẫn còn giữ quan điểm bảo thủ về việc không cho nữ giới tham gia các vị trí cao cấp trong giáo hội.
Aisha Taylor đã nhận xét về vấn đề này như sau
| “                                                   | Di sản của giáo hoàng Gioan Phaolô II rất mạnh mẽ và phi thường, tuy nhiên nó lại thiếu nhất quán một cách đau đớn. Sự thiếu nhất quán này nằm trong những lời dạy và hành động của ông ta về nhân phẩm của phụ nữ. Gioan Phaolô II kêu gọi phụ nữ nên được tham gia vào vai trò là người ra quyết định trong các chính quyền thế tục; tuy nhiên khi đề cập đến vấn đề phụ nữ nên được tham gia vào vai trò người ra quyết định trong các cơ quan của Giáo hội, thì ông ta lại đóng sầm cánh cửa lại trước mặt chúng ta, không cho chúng ta được thụ phong và khóa chặt cánh cửa này khi nói rằng mọi thảo luận về việc thụ phong cho nữ giới đã kết thúc. | ” |
| — Aisha Taylor (Women's Ordination Conference 2005) | |   |

Frank Zindler, một tư tưởng gia nổi tiếng theo chủ nghĩa vô thần đã đưa ra những chỉ trích gay gắt về Giáo hoàng Gioan Phaolô II và giáo hội Công giáo Rôma về các chính sách kiệm soát sinh sản và so sánh Giáo hoàng với Hitler:
| “                | Trong khi Hitler mang tội ác về việc diệt chủng một nhóm người, Gioan Phaolô II sẽ bị kết tội về mưu tính diệt chủng toàn bộ nhân loại. Trong 100 năm tiếp theo từ thời điểm này, ít nhất 1 triệu người sẽ chịu đau khổ và chết chóc kéo dài vì chính sách chống đối của Gioan Phaolô II trước việc kế hoạch hóa gia đình, triệt sản, và phá thai. Người ta sẽ nhớ rằng Giáo hoàng đi đến châu Phi và châu Mỹ để vận động người dân sinh đẻ thêm nhiều đứa trẻ vô tội mà trong tương lai chúng sẽ chết đói. Gioan Phaolô sẽ được ghi nhớ như là người đã làm tăng thêm sự đau khổ của con người hơn ai hết trong toàn bộ lịch sử của nhân loại văn minh. Giáo hội Công giáo Rôma đã giết hại hơn 11 triệu người trong các tòa án Dị giáo, nhưng Gioan Phaolô II sẽ giết nhiều người hơn thế trong toàn bộ cuộc đời của ông ta. Cái thế lực khủng khiếp của sự diệt chủng mà ông ta đã thiết lập sẽ tiếp tục giết hại và nghiền nát Trái Đất này thêm một thời gian lâu nữa trong tương lai. | ” |
| — Frank Zindler, | |   |

Trong chuyến tông du tại Hoa Kỳ năm 1987, Giáo hoàng Gioan Phaolô II trở thành tâm điểm chỉ trích dữ dội của các tổ chức nữ quyền. Trong một cuộc biểu tình xảy ra tại California, một phụ nữ đã giả dạng làm một bà mẹ mang thai, tay cầm ba con búp bê và dải băng ghi dòng chữ "Tử cung của tôi, tài sản của Vatican."

### Quan điểm bảo thủ về đồng tính luyến ái
Nhiều nhà hoạt động xã hội bảo vệ cho những người đồng tính luyến ái đã chỉ trích Giáo hoàng vì ông giữ quan điểm chống lại đồng tính luyến ái cũng như hôn nhân đồng giới. Giáo hoàng đã từng phát biểu rằng đồng tính luyến ái là một sự "rối loạn" và trong tác phẩm Memory and Identity Gioan Phaolô II đã miêu tả các gia đình đồng tính là "ý thức hệ tội lỗi", những điều này đã gây phẫn nộ cho nhiều thành viên trong cộng đồng những người đồng tính và hoán tính. Trong chuyến tông du tại Hoa Kỳ năm 1993, một cuộc biểu tình đã nổ ra nhằm phản đối tư tưởng kỳ thị đồng tính luyến ái của Giáo hoàng. Những người biểu tình đã mô tả Gioan Phaolô II là "kẻ kì thị đồng tính luyến ái lớn nhất quả đất", đồng thời lên án Giáo hội Công giáo phạm các tội về kì thị giới tính, kì thị người đồng tính và lạm dụng quyền lực.
Trong một nhận xét đăng trên tờ The Advocate vào năm 2000 về một bài diễn thuyết của Gioan Phaolô II, Michelangeo Signorile đã bình phẩm:
| “                        | ...một bài nói chuyện mang thuần tính thù ghét - một tư tưởng kỳ thị đồng tính luyến ái hạng A và một niềm tin mù quáng che đậy trong cái vỏ bọc thần học tôn giáo... bằng cách sử dụng những từ ngữ đó một cách quá dữ dội và quá công khai, ông ta [Gioan Phaolô II] đã để lộ cho cả thế giới thấy rằng mình là một kẻ chứa đầy lòng thù ghét và có rất ít sự quan tâm đến thái độ phân biệt đối xử và những sự đau khổ mà ông ta gây ra cho con người... giáo hoàng là một kẻ mang lại sự thù ghét một cách độc địa. | ” |
| — Michelangeo Signorile, | |   |

### Tôn giáo và AIDS
Giáo hoàng Gioan Phaolô II phản đối quan điểm cho rằng nên dùng bao cao su trong việc phòng chống HIV mà chỉ nên sử dụng các biện pháp tuyên truyền giáo dục về tầm quan trọng của mạng sống cũng như việc sinh hoạt tình dục điều độ và có ý thức. Điều này đã vấp phải sự chỉ trích kịch liệt từ giới y khoa và những nhà hoạt động xã hội về lĩnh vực bệnh AIDS, những người này cho rằng quan điểm của Giáo hoàng sẽ gây ra cái chết cho hàng triệu người và khiến hàng triệu người mồ côi vì bệnh AIDS. Những người chỉ trích còn cho rằng các gia đình quá đông con là nguyên nhân của việc thiếu kế hoạch hóa gia đình và làm tăng thêm sự nghèo khó ở các nước thế giới thứ ba cũng như các vấn nạn khác, ví dụ nạn trẻ em đường phố ở Nam Phi. Trước các chỉ trích này, Cơ quan Công giáo về Phát triển Hải ngoại (CAFOD - Catholic Agency for Overseas Development) đã xuất bản một bài báo thừa nhận chuyện quan hệ tình dục trong nhiều trường hợp là chẳng đặng đừng, và nói rằng bất cứ những biện pháp nào giúp người dân có thể giảm thiểu nguy cơ mang bệnh qua đường tình dục đều đáng được sử dụng.

### Chuyên quyền độc đoán
Gioan Phaolô II bị chỉ trích là đã cố gắng tập trung quyền lực lại về cơ quan trung ương ở Vatican, trái ngược với một số chính sách phân quyền do Giáo hoàng Gioan XXIII chủ xướng và cản trở tiến trình dân chủ hóa giáo hội. Việc này một phần thể hiện trong sự thiên kiến của Gioan Phaolô II trong việc bổ nhiệm các Giám mục khi 232 Hồng y và hơn 3.300 Giám mục do Giáo hoàng bổ nhiệm phần nhiều có tư tưởng bảo thủ gần giống như ông; và phần lớn số Hồng y trong 114 người thuộc Mật nghị bầu cử nên Biển Đức XVI là do chính Gioan Phaolô II bổ nhiệm. Ngoài ra, dưới tư cách cá nhân hay trong các cuộc hội nghị, các chức sắc Giáo hội cũng ít có cơ hội được tranh biện hay chống đối các chính sách của Giáo hoàng và phe cánh của ông ta nếu không muốn đứng trước nguy cơ mất chức. Vì vậy Gioan Phaolô II bị một số ý kiến chỉ trích là độc đoán, chuyên quyền.
| “                | Tháng 6 năm 1995, mười hai Giám mục (với sự ủng hộ của bốn mươi Giám mục khác vốn đồng tình với đề xuất của họ nhưng không ký tên vào bản kiến nghị) khi đề xuất mười lăm vấn đề khẩn cấp cần phải giải quyết trước một hội nghị các Giám mục, [họ] đã quá sợ hãi trước sự hăm dọa của Vatican đến nỗi không dám thảo luận... ...Khi một Giám mục hành động ngược lại với ý muốn của Giáo hoàng, ông ta đứng trước nguy cơ chịu số phận của Tổng Giám mục Raymond Hunthausen cai quản xứ Seatte. Khi ông ta [Hunthausen] cho phép Dignity, một tổ chức của giáo dân Công giáo đồng tính luyến ái Hoa Kỳ, cử hành thánh lễ trong giáo đường của ông, thành La Mã đã phản ứng ngay. Chỉ trong vòng một năm, Vatican đã bổ nhiệm Giám mục phó Donald Wuerl vào địa phận thuộc quyền cai quản của tổng Giám mục [Hunthausen]. Giám mục Wuerl đã được giao đặc quyền xử lý những sự vụ trong các giáo khu mà La Mã nghi ngờ nằm dưới sự ảnh hưởng của Hunthausen. Tổng Giám mục không bao giờ chê trách về việc quyền lực của ông bị bí mật hạn chế như vậy, nhưng ông đã bị tổn thương sâu sắc và cuối cùng đã công khai than phiền. Mặc dù nhiều Giám mục đồng nghiệp đã đồng ý với Hunthausen, La Mã đã gạt bỏ [ông ta] nhân danh sự nhất thống trong Công giáo và địa vị đứng đầu của Giáo hoàng. Năm năm sau, tháng 8 năm 1991, vị giáo sĩ đáng kính mến, người dám công khai phản đối các biện pháp tiến hành chiến tranh thời hiện đại, và là người có xúc cảm của vị chăn chiên lan tỏa khắp giáo xứ của ông ta, đã phải "nghỉ hưu". Ông ta trở thành nạn nhân của cái liên minh của các thành viên Công giáo bảo thủ trong cộng đồng của ông ta và những kẻ cùng ý thức hệ trong Vatican. | ” |
| — Robert Willis, | |   |

### Bị cáo buộc là người mê tín dị đoan
Học giả Joseph L. Daleiden đã chê trách Giáo hoàng còn tin vào những tín điều mê tín dị đoan mà ngày nay ít ai còn tin:
| “ | Giáo hoàng Gioan Phaolô II tin vào nhiều điều mê tín dị đoan mà nhiều người Công giáo hiện nay cảm thấy xấu hổ. Mới đây, trong ba bài thuyết giảng ông ta vẫn còn nói rằng mỗi người có trong mình ít nhất 3 thiên thần hộ mệnh và giải thích nhiều vai trò của các thiên thần trên thiên đường. Giáo hoàng đã hét vào mặt thính giả: "Hãy coi chừng lũ quỹ dữ !". Ông ta tin rằng quỷ Sa tăng xuất hiện trong hình hài của một con sư tử, một con rắn, một con rồng hay một con dê có sừng. | ” |
| — | |   |

### Chỉ trích từ giới Kitô giáo bảo thủ
Trong khi những người cấp tiến chỉ trích sự bảo thủ của Giáo hoàng, những tín đồ Công giáo bảo thủ lại chỉ trích những biện pháp cấp tiến của Gioan Phaolô II. Một trong những chỉ trích của nhóm bảo thủ có nội dung yêu cầu Giáo hoàng phục hồi Thánh lễ Công đồng Trent và hủy bỏ các cải cách thực hiện sau Công đồng Vaticanô II tỉ như việc sử dụng các ngôn ngữ bản địa thay thế cho tiếng La Tinh trong các nghi thức phụng vụ, phong trào Đại Kết, và các nguyên lý về tự do tôn giáo. Ông cũng bị phe bảo thủ chỉ trích vì đã bổ nhiệm các Giám mục có tư tưởng tự do và làm ngơ cho họ tuyên truyền các tư tưởng đổi mới, cấp tiến, những tư tưởng này từng bị giáo hoàng Piô X chỉ trích là "sự tổng hợp của mọi tư tưởng dị giáo". Năm 1988, Giáo hoàng Gioan Phaolo II tuyên bố Tổng Giám mục theo tư tưởng bảo thủ Marcel Lefebvre, người sáng lập Huynh đoàn Thánh Pio X vào năm 1970, đã bị vạ tuyệt thông tiền kết vì đã tự ý phong 4 Giám mục mà chưa có sự đồng ý của Tòa thánh, đồng nghĩa với hành động ly giáo.
Khi Giáo hoàng cầu nguyện với các tín đồ Thiên chúa Giáo trong Ngày Thế giới Cầu nguyện cho Hòa bình tổ chức tại Assisi, Ý vào năm 1986, sự kiện này bị chỉ trích là gây nên ấn tượng rằng thuyết hổ lốn và chủ nghĩa trung lập tôn giáo được công khai thừa nhận bởi Tòa thánh. Khi Ngày Thế giới Cầu nguyện cho Hòa binh tiếp tục được tổ chức vào năm 2002, sự kiện này lại bị chỉ trích là lẫn lộn với các yếu tố thế tục và thỏa hiệp với các "tôn giáo giả tạo". Việc Giáo hoàng hôn cuốn kinh Koran tại Damascus, Syria trong một chuyến tông du ngày 6 tháng 5 năm 2001 cũng bị chỉ trích. Chủ trương tự do tôn giáo của Gioan Phaolô II cũng bị một số ý kiến chỉ trích, tỉ như trong khi các Giám mục như Antônio de Castro Mayer ủng hộ hòa hợp tôn giáo nhưng mặt khác cũng phủ nhận các nguyên tắc của Công đồng Vaticanô II về tự do tôn giáo mà Giáo hoàng Piô IX đã chỉ trích trong tác phẩm Syllabus errorum’ năm 1864 và trong Công đồng Vaticanô I.
Vì các lý do trên, một số giới chức Công giáo bảo thủ đã phản đối việc Gioan Phaolô II được phong chân phước.

#### Ian Paisley
Năm 1988, khi Giáo hoàng Gioan Phaolô II đang diễn thuyết trước nghị viện châu Âu thì nhà lãnh đạo tương lai của Đảng Dân chủ Hợp nhất Bắc Ailen và là Chủ tịch Đại hội đồng Trưởng lão của Giáo hội Trưởng lão Tự do Ulster, Ian Paisley, bất thình lình hét lên: "Tôi tố cáo ông là kẻ phản kitô!" và giơ cao biểu ngữ ghi dòng chữ "Giáo hoàng Gioan Phaolô II KẺ PHẢN KITÔ" ("Pope John Paul II ANTICHRIST"). Cựu thái tử Otto von Habsburg, người đứng đầu gia tộc Habsburg của đế quốc Áo – Hung cũ, vội vàng giật biểu ngữ này xuống và cùng với các nghi viên khác lật đật lôi cổ Paisley ra khỏi nơi diễn thuyết. Sau khi Paisley được "tiễn" khỏi hội trường, Giáo hoàng tiếp tục bài diễn thuyết của mình.